# 37 Grad/Episodenliste

Bis November 2024 das Logo der Sendung 37°

Die Episodenliste von 37 Grad (oder auch 37°) führt alle Folgen der Dokumentarfilm-Reihe des ZDF auf. Seit dem Beginn der Reihe am 1. November 1994 wurden mehr als 1150 Episoden gezeigt. Hauptsächlich wurden die Filme, mit einer Länge von 30 bis 45 Minuten, dienstags im wöchentlichen Rhythmus um 22:15 Uhr erstausgestrahlt.  Von 2001 bis 2002 gab es zusätzlich zu einigen Filmen nachfolgend die Sendung 37 Grad plus – Die Diskussion, in der über das vorangegangene Thema der Episode diskutiert wurde. Der Moderator der Diskussionssendung war Michael Steinbrecher. Seit 2007 teilt sich 37 Grad den Sendeplatz mit der monatlichen Kabarettsendung Die Anstalt bzw. dem Vorgänger Neues aus der Anstalt.
Am 8. Oktober 2019 um 22:15 Uhr startete mit dem Film Bauernhof statt Altersheim – Alt werden zwischen Hahn und Esel eine dreiteilige Reihe zum Thema „Was uns bewegt“ anlässlich des 25-jährige Jubiläums der Sendung. Danach folgte ab 0:20 Uhr Die lange „37°“-Nacht mit acht früheren Folgen der Sendereihe. Die beiden weiteren Filme wurden am 15. und 22. Oktober gesendet.

## Liste der Sendungen

### 1994
| Nr. (ges.) | Nr. (St.) | Originaltitel                                                               | Erstausstrahlung D | Drehbuch       |
| ---------- | --------- | --------------------------------------------------------------------------- | ------------------ | -------------- |
| 1          | 1         | Jenseits der Schattengrenze – Ein Vietnam-Soldat kann nicht vergessen       | 1. Nov. 1994       | Hartmut Schoen |
| 2          | 2         | Jenseits der Schamgrenze – Ein Mädchen wird nach Deutschland verkauft       | 8. Nov. 1994       | Hartmut Schoen |
| 3          | 3         | Jenseits der Schmerzgrenze – Gringos, Bohnenfresser und Chicanos            | 15. Nov. 1994      | Hartmut Schoen |
| 4          | 4         | Sehnsucht nach brauner Haut – Über Paare aus unterschiedlichen Kulturen     | 22. Nov. 1994      | —              |
| 5          | 5         | Der Weg zurück                                                              | 29. Nov. 1994      | —              |
| 6          | 6         | Marmor, Stein und Eisen spricht – Vier Menschen im Bannkreis des Reichstags | 6. Dez. 1994       | —              |
| 7          | 7         | Schicksalsschläge – Wie Paare damit fertig werden                           | 13. Dez. 1994      | Katrin Seybold |
| 8          | 8         | Die Wiederkehr der Engel – Von der Sichtbarkeit unsichtbarer Wesen          | 20. Dez. 1994      | —              |
| 9          | 9         | Zwischen Allah und Arafat – Christliche Araber in Palästina                 | 27. Dez. 1994      | Peter Adler    |

### 1995
| Nr. (ges.) | Nr. (St.) | Originaltitel                                                                                            | Erstausstrahlung D | Drehbuch                                |
| ---------- | --------- | --- | ------------------ | --------------------------------------- |
| 10         | 1         | Der göttliche Liebhaber – Leben im Zeichen Krishnas                                                      | 3. Jan. 1995       | —                                       |
| 11         | 2         | Fünfmal auf die Knie – Ein Diener Allahs in Berlin                                                       | 10. Jan. 1995      | —                                       |
| 12         | 3         | Mit Witz und Verstand – Ein Rabbiner in München                                                          | 17. Jan. 1995      | Walter Harrich, Danuta Harrich-Zandberg |
| 13         | 4         | Der Tod auf der Warteliste – Menschenleben und Organtransplantation                                      | 24. Jan. 1995      | Heidi Umbreit, Bernd Umbreit            |
| 14         | 5         | Im Zeichen der Schuld – Die Kinder der Holocaust-Überlebenden                                            | 31. Jan. 1995      | Heike Mundzeck                          |
| 15         | 6         | Körper                                                                                                   | 7. Feb. 1995       | Mischka Popp, Thomas Bergmann           |
| 16         | 7         | Träume von Sonne, Strand und Palmen – Deutsche flüchten in den Süden                                     | 14. Feb. 1995      | —                                       |
| 17         | 8         | Der Hungerstreik in der Kathedrale – Mexikos Rebellen und der Indiobischof                               | 21. Feb. 1995      | —                                       |
| 18         | 9         | Barfuß in der Bronx – Die Mission des John Sweeny                                                        | 28. Feb. 1995      | Christian Bauer                         |
| 19         | 10        | Endlich das Schweigen brechen – Die Kinder von Nazi-Tätern                                               | 7. März 1995       | Heike Mundzeck                          |
| 20         | 11        | Schuldig geworden – Ich habe auf meine Frau geschossen                                                   | 14. März 1995      | —                                       |
| 21         | 12        | Schuldig geworden – Ich habe einen Menschen überfallen und ausgeraubt                                    | 21. März 1995      | —                                       |
| 22         | 13        | Diesseits der Todeslinie – Dietrich Bonhoeffers Weg in den Widerstand                                    | 4. Apr. 1995       | Wolf-Rüdiger Schmidt                    |
| 23         | 14        | Leben für die Katz? – Innenansichten von Tierschützern                                                   | 11. Apr. 1995      | —                                       |
| 24         | 15        | Ist das der Dank? – Wenn Kinder ihre Eltern verlassen                                                    | 18. Apr. 1995      | —                                       |
| 25         | 16        | Ganz andere Umstände – Wenn Paare Eltern werden                                                          | 25. Apr. 1995      | —                                       |
| 26         | 17        | Dein ist mein ganzes Herz – Liebe über 60                                                                | 2. Mai 1995        | —                                       |
| 27         | 18        | Mama ist tot – Wie Kinder trauern                                                                        | 9. Mai 1995        | Isabel Löchte                           |
| 28         | 19        | Wassermann, und was dann? – Der seltsame Aufstieg des Roland P. zum Retter der Umwelt                    | 16. Mai 1995       | —                                       |
| 29         | 20        | Der Feldzug der Mütter – Russische Frauen gegen Jelzins Krieg                                            | 23. Mai 1995       | Anke Ritter                             |
| 30         | 21        | Zwischen Knast und Kindergarten                                                                          | 30. Mai 1995       | Norbert Busè                            |
| 31         | 22        | Für eine Handvoll Kaffee – Die braune Bohne und ihr Preis                                                | 6. Juni 1995       | —                                       |
| 32         | 23        | Mir bleibt nicht ewig Zeit – Aidskranke in Deutschland                                                   | 13. Juni 1995      | Roland Barner                           |
| 33         | 24        | Ende einer Dienstfahrt – Straßenbahner unter der Last tödlicher Unfälle                                  | 20. Juni 1995      | —                                       |
| 34         | 25        | Der gute Krieg des Abbé Pierre – Ein Priester provoziert Paris                                           | 27. Juni 1995      | Klaus Schmidt                           |
| 35         | 26        | Man gönnt sich ja sonst nichts – Von Sucht und Sehnsucht nach Luxus                                      | 4. Juli 1995       | —                                       |
| 36         | 27        | Tot, bevor der Sommer geht – Amerikas Schwarze zwischen Gewalt und Hoffnung                              | 11. Juli 1995      | Ingo Witt                               |
| 37         | 28        | Mein Ende bestimme ich selbst – Vorbereitungen auf den eigenen Tod                                       | 18. Juli 1995      | —                                       |
| 38         | 29        | Beten Sie noch? – Auskünfte zu einem Tabu                                                                | 26. Juli 1995      | Stephan Kulle, Gerhard Müller           |
| 39         | 30        | Gewissen gegen Staatsgewalt – Eine Kirchengemeinde gewährt Asyl                                          | 1. Aug. 1995       | —                                       |
| 40         | 31        | Baumholder: Vom Freund umzingelt – Deutsch-amerikanische Geschichten aus der Pfalz                       | 8. Aug. 1995       | Siegfried Aust                          |
| 41         | 32        | Fisch mit Fahrrad – Ein Sportbericht der anderen Art                                                     | 15. Aug. 1995      | —                                       |
| 42         | 33        | Ich war ein Schamane in Afrika – Sehnsucht nach unendlichem Leben                                        | 22. Aug. 1995      | —                                       |
| 43         | 34        | Der Mann mit dem Schinken am Hut – Die ganz andere Karriere des Metzgermeisters Karl Ludwig Schweisfurth | 29. Aug. 1995      | Sibylle Trost                           |
| 44         | 35        | Urlaub vom Krieg – Zwei Wochen Urlaub vom Krieg - eine ungewöhnliche „Kinderreise“                       | 5. Sep. 1995       | —                                       |
| 45         | 36        | Neun Monate im Eis – Ein langer Abschied aus Sibirien                                                    | 12. Sep. 1995      | Ulrike Baur                             |
| 46         | 37        | Das Geheimnis des Piotr K.                                                                               | 19. Sep. 1995      | —                                       |
| 47         | 38        | Narben – Über Leben nach dem Feuer                                                                       | 26. Sep. 1995      | —                                       |
| 48         | 39        | Kriegsgefangene – Deutsche in sowjetischen Gewahrsam                                                     | 10. Okt. 1995      | —                                       |
| 49         | 40        | Kriegsgefangene – Rotarmisten in deutscher Hand                                                          | 17. Okt. 1995      | —                                       |
| 50         | 41        | Kriegsgefangene – Heimkehr - Der Dank der Vaterländer                                                    | 24. Okt. 1995      | —                                       |
| 51         | 42        | Rania und der Schleier                                                                                   | 31. Okt. 1995      | Dietmar Ossenberg                       |
| 52         | 43        | Mein Kind, ein Skin – Rechtsradikale und ihre Eltern                                                     | 8. Nov. 1995       | Gerlinde Böhm                           |
| 53         | 44        | Der Killer-Faktor – Jeffrey D. oder der Schrein des Todes                                                | 14. Nov. 1995      | Gero von Boehm                          |
| 54         | 45        | Der Killer-Faktor – Kinder des Unheils                                                                   | 21. Nov. 1995      | Gero von Boehm                          |
| 55         | 46        | Wut im Bauch – Wenn Frauen gewalttätig werden                                                            | 28. Nov. 1995      | Katrin Seybold                          |
| 56         | 47        | Kick und Kitzel – Vom Hunger nach immer neuen Erlebnissen                                                | 12. Dez. 1995      | —                                       |
| 57         | 48        | Von Nazareth nach Bethlehem – Unterwegs in einem heiligen Land                                           | 19. Dez. 1995      | Peter Adler                             |

### 1996
| Nr. (ges.) | Nr. (St.) | Originaltitel                                                                                       | Erstausstrahlung D | Drehbuch                     |
| ---------- | --------- | --------------------------------------------------------------------------------------------------- | ------------------ | ---------------------------- |
| 58         | 1         | Miss Baby oder das Drama des perfekten Kindes                                                       | 2. Jan. 1996       | Lorenz Knauer                |
| 59         | 2         | Stier, Aszendent Löwe – Vom Boom der Astrologie                                                     | 9. Jan. 1996       | Marianne Riedel              |
| 60         | 3         | Die Brücke von Aussig                                                                               | 16. Jan. 1996      | Pavel Schnabel               |
| 61         | 4         | Mit Mun zum Honeymoon – Massenhochzeit in der Sekte                                                 | 23. Jan. 1996      | Martin Blachmann             |
| 62         | 5         | Sehnsucht nach einfachen Antworten – Die sanfte (?) Gewalt der Sekten                               | 30. Jan. 1996      | Thomas Greulich              |
| 63         | 6         | Nur mit der Waffe kann ich leben – Die Michigan Miliz                                               | 6. Feb. 1996       | —                            |
| 64         | 7         | Halleluja turbogeil – Vom Atheismus zur Ekstase                                                     | 13. Feb. 1996      | Andrea Schramm, Jana Matthes |
| 65         | 8         | Der Zauberer – Die magische Welt des Ted L.                                                         | 20. Feb. 1996      | —                            |
| 66         | 9         | Im Lügengefängnis – Strafgefangene und ihre Familien                                                | 27. Feb. 1996      | Heidi Umbreit, Bernd Umbreit |
| 67         | 10        | Mami hat kein Geld – Frauenarmut in Deutschland                                                     | 5. März 1996       | —                            |
| 68         | 11        | Shalom heißt Frieden – Die israelische Schauspielerin Hanna Marron                                  | 12. März 1996      | Anne Linsel                  |
| 69         | 12        | Die aufgekratzte Seele – Leben mit Neurodermitis                                                    | 19. März 1996      | —                            |
| 70         | 13        | Heimkehr nach Pommern – Die Geschichte der Ehrengard von M.                                         | 26. März 1996      | Hanna Kramarczuk             |
| 71         | 14        | Retter in Not – Wenn der Einsatz zum Alptraum wird                                                  | 2. Apr. 1996       | —                            |
| 72         | 15        | Die Leidensbraut – Wunden und Wunder in Konnersreuth                                                | 9. Apr. 1996       | —                            |
| 73         | 16        | Frühling in Sarajevo – Flüchtlinge kehren zurück                                                    | 23. Apr. 1996      | Ulrike Baur                  |
| 74         | 17        | Stiefmutter und Vaterländer – Impressionen aus Polens Osten                                         | 30. Apr. 1996      | Gudrun Ziegler               |
| 75         | 18        | Schmerzgrenze – Die Oder bei Frankfurt                                                              | 2. Mai 1996        | —                            |
| 76         | 19        | Ein Hauch von Freiheit – Begegnungen im Osten der Slowakei                                          | 7. Mai 1996        | Gerhard Thiel                |
| 77         | 20        | Moldawien - Nur ein Name? – Verlorene Träume                                                        | 14. Mai 1996       | —                            |
| 78         | 21        | Kleine Hände - krummer Rücken – Vom Nutzen der Kinderarbeit                                         | 4. Juni 1996       | —                            |
| 79         | 22        | Seelenernte                                                                                         | 11. Juni 1996      | Gunnar Petrich               |
| 80         | 23        | Der Schwarzwaldcoup – Atomgegner übernehmen in Schönau die Stromversorgung                          | 25. Juni 1996      | —                            |
| 81         | 24        | Der Schatten der Marilyn Monroe - Dixie E. – vom Pin-up-Girl zur berühmten Doppelgängerin           | 27. Juni 1996      | —                            |
| 82         | 25        | Attentat auf einen Künstler – Rob S. und die Bombe                                                  | 2. Juli 1996       | —                            |
| 83         | 26        | Allein im Doppelbett – Singles                                                                      | 4. Juli 1996       | —                            |
| 84         | 27        | Damit Du nicht im Dreck bleibst – Menschen in der Heilsarmee                                        | 9. Juli 1996       | —                            |
| 85         | 28        | Mißtraue der Idylle! – Aus dem Emigrantenleben eines Aidskranken                                    | 11. Juli 1996      | Michael Heuer                |
| 86         | 29        | Korse, Koch und Kommunist – Claude Lavezzi und sein ungewöhnliches Restaurant in Paris              | 16. Juli 1996      | Gerlinde Böhm                |
| 87         | 30        | Was hast du, was ich nicht habe? – Über Ausstrahlung und Verführung                                 | 23. Juli 1996      | —                            |
| 88         | 31        | Der letzte Donaufischer                                                                             | 6. Aug. 1996       | Niko Remus                   |
| 89         | 32        | Surfen im Jenseits – Über-Sinnliche Erfahrungen                                                     | 13. Aug. 1996      | —                            |
| 90         | 33        | Der Atem der Boa – Randy B., Häuptling der Cofan                                                    | 20. Aug. 1996      | —                            |
| 91         | 34        | Geisel für 17 Stunden – Ein Jahr nach dem Berliner Tunnelcoup                                       | 27. Aug. 1996      | Gunther Scholz               |
| 92         | 35        | Salz im Getriebe – Rückkehr zum Tauschhandel in Frankreich                                          | 3. Sep. 1996       | —                            |
| 93         | 36        | Gewalt auf meiner Haut – Kindesmissbrauch und die Folgen                                            | 10. Sep. 1996      | Silvia Schmidt               |
| 94         | 37        | Warum gerade ich? – Krankheit und Schuld                                                            | 17. Sep. 1996      | Gerhard Müller               |
| 95         | 38        | Ina wird ein Mann – Im falschen Körper geboren                                                      | 24. Sep. 1996      | —                            |
| 96         | 39        | Das Seufzen der Rinder – Von geliebten und anderen Tieren                                           | 8. Okt. 1996       | Renate Beyer                 |
| 97         | 40        | Tut dem Kamel nichts Böses an – Von geliebten und anderen Tieren im Islam                           | 15. Okt. 1996      | Renate Beyer                 |
| 98         | 41        | Der Kuss des Elefantengottes – Von geliebten und anderen Tieren                                     | 22. Okt. 1996      | —                            |
| 99         | 42        | Gras dem Vieh und Freundschaft den Hunden – Von geliebten und anderen Tieren in Israel und anderswo | 24. Okt. 1996      | —                            |
| 100        | 43        | Unser täglich Fleisch – Von geliebten und anderen Tieren                                            | 29. Okt. 1996      | Anne Huntemann               |
| 101        | 44        | Das bewegte Paar – Über Wochenendbeziehungen                                                        | 5. Nov. 1996       | Rita Döbbe                   |
| 102        | 45        | Black out – Geliebt und geschlagen                                                                  | 12. Nov. 1996      | Andrea Schramm, Jana Matthes |
| 103        | 46        | Elvis for ever – Vom Fanclub zur Kirche                                                             | 19. Nov. 1996      | —                            |
| 104        | 47        | Die auf der Strecke bleiben – Leben nach einem Autounfall                                           | 26. Nov. 1996      | Katrin Seybold               |
| 105        | 48        | Für diesen einen Tag – Entscheidung für ein behindertes Kind                                        | 3. Dez. 1996       | Angelika Schmidt-Biesalski   |
| 106        | 49        | Beter, Siedler und Soldaten – Über die Wende in Israel                                              | 17. Dez. 1996      | Peter Adler                  |

### 1997
| Nr. (ges.) | Nr. (St.) | Originaltitel                                                                    | Erstausstrahlung D | Drehbuch                     |
| ---------- | --------- | -------------------------------------------------------------------------------- | ------------------ | ---------------------------- |
| 107        | 1         | Auf Leben und Tod – Liebe und Gefahr eines Hochseilartistenpaares                | 7. Jan. 1997       | —                            |
| 108        | 2         | Johnny, der Heizer – Das verkaufte Lachen                                        | 14. Jan. 1997      | —                            |
| 109        | 3         | Nachtasyl an der Goldenen Küste – Ein Leben unter Palmen, Pennern und Proleten   | 21. Jan. 1997      | —                            |
| 110        | 4         | Engel und Co. – Gestresste Zivis - hilflose Alte                                 | 28. Jan. 1997      | Thomas Greulich              |
| 111        | 5         | Schattenmenschen – Illegal in Deutschland                                        | 4. Feb. 1997       | —                            |
| 112        | 6         | Die Heilmacher – Eine ungewöhnliche Suchttherapie                                | 18. Feb. 1997      | —                            |
| 113        | 7         | Todesangst und Lebenslust – Kampf gegen Gewalt in Medellin                       | 25. Feb. 1997      | Gerlinde Böhm                |
| 114        | 8         | Der Alpenrebell vom Ötztal – Hans Haid - gegen Bergschänder und Touristenlawinen | 4. März 1997       | —                            |
| 115        | 9         | Wedding 2505 – Notarzt in Berlin                                                 | 11. März 1997      | Peter Bardehle               |
| 116        | 10        | Siegfried oder: Stimmen in meinem Kopf                                           | 18. März 1997      | Stella Tinbergen             |
| 117        | 11        | Begegnungen mit dem Tod                                                          | 25. März 1997      | —                            |
| 118        | 12        | Goldkinder – Über junge Leute, die es geschafft haben                            | 8. Apr. 1997       | Iris Pollatschek             |
| 119        | 13        | Flaschenkinder                                                                   | 15. Apr. 1997      | Tina Soliman                 |
| 120        | 14        | Sie werden mich töten – Eine Frau gegen die Mafia                                | 22. Apr. 1997      | —                            |
| 121        | 15        | Im Auftrag Mord – Südafrikas schmerzhafte Vergangenheit                          | 29. Apr. 1997      | —                            |
| 122        | 16        | Ich liebe zwei Menschen                                                          | 6. Mai 1997        | —                            |
| 123        | 17        | Das dritte Geheimnis – Der Streit um Fatima                                      | 13. Mai 1997       | —                            |
| 124        | 18        | Raver, Rausch und Risiko – Techno-Kids und ihre Drogen                           | 20. Mai 1997       | Dietrich von Ruffer          |
| 125        | 19        | Fern - und doch so nah – Menschen im Koma und ihre Angehörigen                   | 27. Mai 1997       | —                            |
| 126        | 20        | Besuch einer alten Dame – Von Moskau an die Mosel                                | 3. Juni 1997       | Christoph Boekel             |
| 127        | 21        | Animal Farm Kreuzberg – Exotische Tiere in der Stadt                             | 10. Juni 1997      | Sibylle Trost                |
| 128        | 22        | Der Zeichner des Gulag                                                           | 17. Juni 1997      | —                            |
| 129        | 23        | Das Leben ist ein Monopoly – Zwei Unternehmer zwischen Aufstieg und Fall         | 24. Juni 1997      | Andrea Schramm, Jana Matthes |
| 130        | 24        | Voll im Griff – Ohne jeden Zweifel: Marvin - Der Rodeocowboy                     | 1. Juli 1997       | —                            |
| 131        | 25        | Der Krieg war kein Spiel – Wie Kindersoldaten den Frieden lernen                 | 8. Juli 1997       | —                            |
| 132        | 26        | Todesangst – Menschen in Lebensgefahr und danach                                 | 15. Juli 1997      | Thomas Greulich              |
| 133        | 27        | Der Mord und die Kathedrale – Wer hat Angst vor Alexander M.?                    | 22. Juli 1997      | —                            |
| 134        | 28        | Erfolg sofort – Die neuen Verlockungen der Seelenkünstler                        | 29. Juli 1997      | Ulli Rothaus                 |
| 135        | 29        | Hexen, fliegen, unsterblich sein – Andrea und die Sonne                          | 5. Aug. 1997       | Michael Heuer                |
| 136        | 30        | Leben mit der Hinrichtung – Begegnungen im Todestrakt                            | 12. Aug. 1997      | Astrid Bock, Klaus Steinberg |
| 137        | 31        | Im Zweifel schreien – Strategien gegen das Wegsehen                              | 19. Aug. 1997      | Gerlinde Böhm                |
| 138        | 32        | Dschungel-Träume – Vom Kinderstar zum Tagelöhner                                 | 26. Aug. 1997      | —                            |
| 139        | 33        | Alp-Träumer – Das neue Leben des Armin B. im Heidiland                           | 2. Sep. 1997       | —                            |
| 140        | 34        | Mein Traum von Afrika – Zwei Deutsche unter den Vergessenen                      | 9. Sep. 1997       | Peter Schmidt                |
| 141        | 35        | Russenkinder – Heimkehr in ein fremdes Land                                      | 16. Sep. 1997      | Andrea Schramm, Jana Matthes |
| 142        | 36        | La Paloma ade – Spiel ihnen das Lied zum Tod                                     | 30. Sep. 1997      | Jens Arndt                   |
| 143        | 37        | Turbo-Kids – Kinder auf dem Weg zur Formel Eins                                  | 7. Okt. 1997       | —                            |
| 144        | 38        | Der Fair-Käufer – Zwischen Wirtschaft und Wohlfahrt                              | 14. Okt. 1997      | Isabel Löchte                |
| 145        | 39        | Im Räderwerk der Zeit – Menschen im Räderwerk zwischen Schnelligkeit und Muße    | 28. Okt. 1997      | —                            |
| 146        | 40        | Ausstieg auf Zeit – Faszination Kloster                                          | 4. Nov. 1997       | Rita Döbbe                   |
| 147        | 41        | Ein Mann für alle Nöte – Bischof Irineos auf Kreta                               | 11. Nov. 1997      | Klaus Schmidt                |
| 148        | 42        | Hundeleben – Die Dogs der Underdogs                                              | 18. Nov. 1997      | Michael Möller, Marc Wiese   |
| 149        | 43        | Tot ist tot – Männer und Gewalt                                                  | 25. Nov. 1997      | Katrin Seybold               |
| 150        | 44        | Gipfelstürmer – Bergsteigen in den Tod                                           | 2. Dez. 1997       | Uta von Borries              |
| 151        | 45        | Verbotene Berufung – Katholische Priesterinnen in den USA                        | 9. Dez. 1997       | Lorenz Knauer                |
| 152        | 46        | Spiel oder Leben – Traumjäger nach Feierabend                                    | 30. Dez. 1997      | Peter Kuhn                   |

### 1998
| Nr. (ges.) | Nr. (St.) | Originaltitel                                                                                     | Erstausstrahlung D | Drehbuch                       |
| ---------- | --------- | ------------------------------------------------------------------------------------------------- | ------------------ | ------------------------------ |
| 153        | 1         | Die singende Fönwelle – Der Schock-Schlagersänger Dieter Thomas Kuhn und seine glücklichen Fans   | 6. Jan. 1998       | —                              |
| 154        | 2         | Boxen und sonst gar nichts – Die Geschichte des Jürgen Brähmer                                    | 13. Jan. 1998      | Walter Krieg                   |
| 155        | 3         | Glück im Paradies – Sibirische Aussiedler in Deutschland                                          | 20. Jan. 1998      | Rob Hof                        |
| 156        | 4         | Gott und die Ganoven – Ein Priester in Warschaus Verbrecherviertel                                | 3. Feb. 1998       | —                              |
| 157        | 5         | Fern der Heimat, nah dem Tod – Als Legionär in Afrika                                             | 10. Feb. 1998      | —                              |
| 158        | 6         | Blutroter Schnee – Die Jagd auf Odd F. Lindberg und die Robbenbabys                               | 3. März 1998       | Gunther Scholz                 |
| 159        | 7         | Auf ewig Dein – Homosexuelle Paare und die Ehe                                                    | 10. März 1998      | Peter Schmidt                  |
| 160        | 8         | Trommeln in der Wüste – Seelentrip nach Tunesien                                                  | 17. März 1998      | —                              |
| 161        | 9         | Gefangen in der Traurigkeit – Die graue Welt der Depressionen                                     | 24. März 1998      | —                              |
| 162        | 10        | Hilfe - mein Tamagotchi ist krank – Von künstlichen Freunden und wirklicher Sehnsucht             | 31. März 1998      | —                              |
| 163        | 11        | Leidenschaftlich radikal – Franz Kamphaus - Bischof von Limburg                                   | 7. Apr. 1998       | —                              |
| 164        | 12        | Im Tode nicht allein – Die Betreuung von Alten und Sterbenden                                     | 14. Apr. 1998      | Uta Claus                      |
| 165        | 13        | Zweimal gestorben und doch nicht tot – Die wahre Geschichte des Vogelmenschen Mike Harker         | 21. Apr. 1998      | Albert Knechtel, Manuel Brückl |
| 166        | 14        | Scheidung ohne Scherben                                                                           | 28. Apr. 1998      | Heidi Umbreit, Bernd Umbreit   |
| 167        | 15        | In größter Gefahr – Polizeichef Serrano - Jäger der Drogenmafia                                   | 5. Mai 1998        | Bob Graham, Ian Taylor         |
| 168        | 16        | Der Schattenmann des Himmels – Pater Shay gegen Kinderschänder                                    | 12. Mai 1998       | Martin Buchholz                |
| 169        | 17        | Doping für die Seele – Esoterik und der Schein vom Glück                                          | 19. Mai 1998       | Margarethe Steinhausen         |
| 170        | 18        | Die Vollstreckung – Wenn der Gerichtsvollzieher kommt                                             | 26. Mai 1998       | —                              |
| 171        | 19        | Der blinde Gipfelstürmer – Erik Weihenmayer trotzt seinem Schicksal                               | 16. Juni 1998      | Helen Heltorff, Heiko Heltorff |
| 172        | 20        | Shantis Revolution – Vom 68er zum Buddhisten                                                      | 23. Juni 1998      | Gerlinde Böhm                  |
| 173        | 21        | … und alle träumen von Mallorca – Deutsche auf der Baleareninsel                                  | 30. Juni 1998      | —                              |
| 174        | 22        | Donauträume – Stromaufwärts nach Europa Vom Delta bis Vidin                                       | 14. Juli 1998      | Martin Graff                   |
| 175        | 23        | Donauträume – Stromaufwärts nach Europa Vom Eisernen Tor bis Budapest                             | 21. Juli 1998      | Martin Graff                   |
| 176        | 24        | Donauträume – Stromaufwärts nach Europa Vom Donauknie zur Quelle                                  | 28. Juli 1998      | Martin Graff                   |
| 177        | 25        | Endzeitfieber – Die Propheten der letzten Tage                                                    | 4. Aug. 1998       | Sibylle Trost                  |
| 178        | 26        | Ich will kein Jack the Ripper sein! – Sexualstraftäter im therapeutischen Vollzug                 | 11. Aug. 1998      | Erwin Michelberger             |
| 179        | 27        | Schatten über dem Gleis – Unfälle - und das Leben danach                                          | 18. Aug. 1998      | Katrin Seybold                 |
| 180        | 28        | Das Lied der Stille – Eine Einsiedlerin in Deutschland                                            | 25. Aug. 1998      | Norbert Busè                   |
| 181        | 29        | Fluchtpunkt Rio – Gejagt von Scotland Yard: Ronald Biggs - größter Posträuber des Jahrhunderts    | 1. Sep. 1998       | Matti Bauer                    |
| 182        | 30        | Wie ein Wunder – Todkrank und plötzlich geheilt                                                   | 8. Sep. 1998       | Charlotte Acklin               |
| 183        | 31        | Totgesagte leben lieber – Das ertrotzte Glück des Matthias V.                                     | 15. Sep. 1998      | Ulrike Baur                    |
| 184        | 32        | Hunde im Glück                                                                                    | 22. Sep. 1998      | —                              |
| 185        | 33        | Wenn er mit den Pferden flüstert … – Wie Monty Roberts auf einmal die Sprache der Pferde verstand | 29. Sep. 1998      | —                              |
| 186        | 34        | Der echte Crocodile Dundee – Mit gefährlichem Auftrag in der Wildnis Australiens                  | 6. Okt. 1998       | —                              |
| 187        | 35        | Der Pornojäger – Martin Humer und das Meer der Sünde                                              | 13. Okt. 1998      | Victor Grandits                |
| 188        | 36        | Der Exorzist – Don Gabriele und der Teufel                                                        | 20. Okt. 1998      | —                              |
| 189        | 37        | Der Feind ist überall – Schürt Scientology den Kritikerkrieg?                                     | 27. Okt. 1998      | —                              |
| 190        | 38        | Kopftuch und Minirock – Junge Türkinnen zwischen Koran und Karriere                               | 3. Nov. 1998       | Andrea Schramm, Jana Matthes   |
| 191        | 39        | Scherbengeschöpfe – Vom Leben und Sterben jüdischer Kinder                                        | 10. Nov. 1998      | Michael Heuer                  |
| 192        | 40        | Letzte Rosen – Leben und Tod auf dem Friedhof                                                     | 17. Nov. 1998      | Hanne Huntemann                |
| 193        | 41        | Der irische Traum – John Humes Weg zum Friedensnobelpreis                                         | 8. Dez. 1998       | Ralf Sotscheck, Aribert Weis   |
| 194        | 42        | Schwere Last auf kleinen Schultern – Sklavenkinder in Brasilien                                   | 15. Dez. 1998      | Peter Schmidt                  |

### 1999
| Nr. (ges.) | Nr. (St.) | Originaltitel                                                              | Erstausstrahlung D | Drehbuch                              |
| ---------- | --------- | -------------------------------------------------------------------------- | ------------------ | ------------------------------------- |
| 195        | 1         | Tic Tac Toe - und raus bist du! – Nach der großen Show                     | 5. Jan. 1999       | Connie Walther                        |
| 196        | 2         | Wo Saubermacher machtlos sind – Deutsche im Müll                           | 12. Jan. 1999      | Sibylle Trost                         |
| 197        | 3         | Gehirnwäsche im Namen Gottes – Mein Kind, der Guru und ich                 | 19. Jan. 1999      | Bettina Ehrhardt, Lorenz Knauer       |
| 198        | 4         | Geld oder Schläge – Von „Drückern“ an der Haustür                          | 26. Jan. 1999      | Uta Claus                             |
| 199        | 5         | Schreckliche Mädchen – Straßenkinder am Ende der Flucht                    | 2. Feb. 1999       | Heike Bachelier, Mika Kallwass        |
| 200        | 6         | Mädchenträume - Männerwünsche – Wie Kader L. zum Playgirl wurde            | 16. Feb. 1999      | —                                     |
| 201        | 7         | Kleine Helden – Vom Lebensmut schwerkranker Kinder                         | 2. März 1999       | Thomas Greulich                       |
| 202        | 8         | Das Model und die Armen – Bibi Russell, der „Engel von Bangladesch“        | 9. März 1999       | Cristina Ferro                        |
| 203        | 9         | Kein Leben ohne Bier – Vom harten Kampf der kleinen Privatbrauer           | 16. März 1999      | —                                     |
| 204        | 10        | Violettas schönster Tanz – Vier mutige Frauen im Wohnsilo                  | 23. März 1999      | —                                     |
| 205        | 11        | Dann springst du eben – Wenn Jugendliche nicht mehr leben wollen           | 30. März 1999      | Tina Soliman                          |
| 206        | 12        | Frisch geföhnt und hart gesotten – Frauen im Polizeidienst                 | 6. Apr. 1999       | Peter Schmidt                         |
| 207        | 13        | Sie nennen ihn Bestie – Leszek Pekalski, der Serienmörder                  | 13. Apr. 1999      | Margaret Ruthmann                     |
| 208        | 14        | Leb wohl, Orang-Utan                                                       | 20. Apr. 1999      | Meinolf Fritzen                       |
| 209        | 15        | Tränen der Wut – Kinder von Inhaftierten                                   | 27. Apr. 1999      | Petra Cyrus                           |
| 210        | 16        | Ich war Pippi Langstrumpf – Ein Kinderstar ist groß geworden               | 4. Mai 1999        | —                                     |
| 211        | 17        | Die Unzertrennlichen – Aus dem Leben „siamesischer Zwillinge“              | 11. Mai 1999       | Astrid Bock, Klaus Steinberg          |
| 212        | 18        | Nur von Luft und Liebe – Der eigenwillige Weg einer jungen Frau            | 18. Mai 1999       | Ute Schneider                         |
| 213        | 19        | Von Träumen und Traktoren – Bäuerinnen auf neuen Wegen                     | 1. Juni 1999       | Renate Beyer                          |
| 214        | 20        | Treffpunkt Todeszelle – Ein Briefwechsel mit Folgen                        | 8. Juni 1999       | Tatjana Fuhr                          |
| 215        | 21        | Im Gepäck nur das Grauen – Kosovo-Flüchtlinge erzählen                     | 15. Juni 1999      | Bert Herfen                           |
| 216        | 22        | Abgestempelt – Eine Clique gegen den Rest der Stadt                        | 22. Juni 1999      | Andrea Schramm, Jana Matthes          |
| 217        | 23        | Raus aus Puff und Pumps – Vom Ausstieg aus der Prostitution                | 29. Juni 1999      | —                                     |
| 218        | 24        | Der Mann und die Bombe – Leben in ständiger Gefahr                         | 6. Juli 1999       | —                                     |
| 219        | 25        | Papa allein zu Haus – Väter im Erziehungsurlaub                            | 15. Juli 1999      | —                                     |
| 220        | 26        | Ich kauf mich glücklich – Menschen im Konsumrausch                         | 20. Juli 1999      | Sibylle Trost                         |
| 221        | 27        | Die Kinder von Lassing – Ein Jahr nach der Katastrophe                     | 27. Juli 1999      | —                                     |
| 222        | 28        | Der Henker – Donald H. und sein todbringender Beruf                        | 3. Aug. 1999       | Marianne Trench                       |
| 223        | 29        | Unerreichbar nah – Vom Leben mit psychisch kranken Angehörigen             | 17. Aug. 1999      | Stella Tinsbergen                     |
| 224        | 30        | Die Retter der Tafelrunde – Slow Food - Der Club der Genießer              | 24. Aug. 1999      | Ulrike Baur                           |
| 225        | 31        | Ehekrieg total                                                             | 31. Aug. 1999      | —                                     |
| 226        | 32        | Die Baumfrau – Ein Leben zwischen Himmel und Erde                          | 7. Sep. 1999       | Ziri Rideaux                          |
| 227        | 33        | Affenliebe – Grenzland zwischen Mensch und Tier                            | 14. Sep. 1999      | —                                     |
| 228        | 34        | Lindas Geheimnis – Die Frau, die alle Tiere versteht                       | 21. Sep. 1999      | Mascha Jirsa                          |
| 229        | 35        | Das zweite Leben der Katharina Beta                                        | 28. Sep. 1999      | Tina Soliman, Torsten Lapp            |
| 230        | 36        | Noch 58 Stunden bis Tanger – Lkw-Fahrer im internationalen Tiertransport   | 5. Okt. 1999       | Manfred Karremann                     |
| 231        | 37        | Seraps Ehre – Eine Türkin kämpft um ihre Liebe                             | 12. Okt. 1999      | Nura Chrystal Baisch                  |
| 232        | 38        | Zügellos – Auf der Fährte der Pferderipper                                 | 19. Okt. 1999      | —                                     |
| 233        | 39        | Im Schatten der Schuld – Straffällige und ihre Geschichte                  | 26. Okt. 1999      | —                                     |
| 234        | 40        | Kopfleuchten – Verletzungen des Gehirns                                    | 2. Nov. 1999       | Mischka Popp, Thomas Bergmann         |
| 235        | 41        | Helfer auf vier Beinen – Partnerhunde als Therapeuten                      | 9. Nov. 1999       | Klaus Steinberg, Kirsten Otto         |
| 236        | 42        | Bis tief in die Nacht – Töchter in der häuslichen Pflege                   | 16. Nov. 1999      | Katrin Seybold                        |
| 237        | 43        | Flimmerndes Herz – Nahtod-Erfahrungen - und das Leben danach               | 23. Nov. 1999      | —                                     |
| 238        | 44        | Lebenslänglich Todesstrafe – Vom Schicksal einer Kindsmörderin             | 7. Dez. 1999       | Friedrich Küppersbusch, Oliver Becker |
| 239        | 45        | Volle Lippen, flacher Bauch – Von Menschen, die sich schöner machen lassen | 14. Dez. 1999      | Sibylle Trost                         |

### 2000
| Nr. (ges.) | Nr. (St.) | Originaltitel                                                                   | Erstausstrahlung D | Drehbuch                                 |
| ---------- | --------- | ------------------------------------------------------------------------------- | ------------------ | ---------------------------------------- |
| 240        | 1         | Feuerprobe – Häftlinge im Kampf gegen Waldbrände                                | 11. Jan. 2000      | Ernst-August Zurborn                     |
| 241        | 2         | Panzer, Palmen und Patienten – Eine Ärztin ohne Grenzen                         | 18. Jan. 2000      | Peter Schmidt                            |
| 242        | 3         | In der Haut des Killers – Profiler beim BKA                                     | 25. Jan. 2000      | Claudius Gehr, Jens Hoffmann             |
| 243        | 4         | Der andere Kick – Hooligans in Deutschland                                      | 1. Feb. 2000       | Jochen Bank                              |
| 244        | 5         | Die Rückkehr – Der lange Weg von Bottrop nach Bosnien                           | 8. Feb. 2000       | —                                        |
| 245        | 6         | Radikale Väter – Männer kämpfen um ihre Kinder                                  | 15. Feb. 2000      | —                                        |
| 246        | 7         | Dabei sein ist alles – Väter bei der Geburt                                     | 22. Feb. 2000      | Manuel Fenn                              |
| 247        | 8         | Um Kopf und Zahl – Menschen im Ziffernrausch                                    | 29. Feb. 2000      | Sibylle Trost                            |
| 248        | 9         | Bin ich nicht schön? – Vom Traum, ein Model zu werden                           | 7. März 2000       | Petra Cyrus                              |
| 249        | 10        | Geheimsache Lebensborn – Im SS-Heim geboren - wo sind die Eltern?               | 14. März 2000      | Frank Berger                             |
| 250        | 11        | Es geschah beim Schützenfest – Franz-Josef Sträter - wirklich der Mörder?       | 28. März 2000      | Gunther Scholz                           |
| 251        | 12        | Countdown für einen Lebenstraum – Der Astronaut Gerhard Thiele                  | 4. Apr. 2000       | Helen Heltorff, Heiko Heltorff           |
| 252        | 13        | Geisterfahrer – Von Menschen auf der falschen Spur                              | 11. Apr. 2000      | Thomas Greulich                          |
| 253        | 14        | Das Recht zu töten – Menschen unter dem Gesetz der Rache                        | 2. Mai 2000        | —                                        |
| 254        | 15        | Schräges Duo voll im Takt – Der Rockstar und der Rentner - Stoppok und Günni    | 9. Mai 2000        | —                                        |
| 255        | 16        | Schattenmann – Das gefährliche Geschäft eines Bodyguards                        | 16. Mai 2000       | Gregor Bialas                            |
| 256        | 17        | Als die Zeit stehen blieb – Acht Jahre nach dem Mord an Shari Weber             | 30. Mai 2000       | Andrea Schramm, Jana Matthes             |
| 257        | 18        | Knochenarbeit – Ewas Alltag zwischen Massengräbern                              | 6. Juni 2000       | Ulrike Baur                              |
| 258        | 19        | Royet ermittelt – Beruf: Privatdetektiv                                         | 13. Juni 2000      | —                                        |
| 259        | 20        | Der Offizier – Freiwillig zum Balkan-Einsatz                                    | 27. Juni 2000      | —                                        |
| 260        | 21        | Der Lockruf des Geldes – Neue Glücksritter stürmen die Börse                    | 4. Juli 2000       | —                                        |
| 261        | 22        | Körperfieber – 48 Stunden auf der Love Parade                                   | 11. Juli 2000      | Sibylle Trost                            |
| 262        | 23        | Der Spieler – Auf der Jagd nach schnellem Geld                                  | 18. Juli 2000      | Norbert Busè                             |
| 263        | 24        | Geld und Liebe – Felicitas und ihr Gewerbe                                      | 25. Juli 2000      | Claus Bienfait                           |
| 264        | 25        | Sehnsucht im Gepäck – Ein Auswanderer kehrt zurück                              | 1. Aug. 2000       | —                                        |
| 265        | 26        | Entmündigt? – Von Betreuern und Betreuten                                       | 8. Aug. 2000       | Friedrich Küppersbusch, Marion Försching |
| 266        | 27        | Herz an Herz – Partnersuche per Anzeige                                         | 15. Aug. 2000      | —                                        |
| 267        | 28        | Was heißt hier Schuld – Verkehrsunfälle mit Kindern                             | 29. Aug. 2000      | —                                        |
| 268        | 29        | Der müde Stürmer – Der lange Kampf des Olaf Bodden                              | 5. Sep. 2000       | Tom Theunissen                           |
| 269        | 30        | Hip-Hop und Laufstall – Wenn Teenies Mütter werden                              | 12. Sep. 2000      | —                                        |
| 270        | 31        | Wo die Liebe hinfällt – Gemischte Gefühle in Deutschland Ost und West           | 19. Sep. 2000      | Gerlinde Böhm                            |
| 271        | 32        | Zärtlich ohne Ende – Was alte Paare verbindet                                   | 10. Okt. 2000      | Hanne Huntemann                          |
| 272        | 33        | Die Totenwäscherin – Leben im Grenzbereich                                      | 17. Okt. 2000      | Mechthild Gaßner                         |
| 273        | 34        | Mörder weinen nicht – Vom Leben nach langer Haft                                | 24. Okt. 2000      | Katrin Bühlig                            |
| 274        | 35        | Wettlauf mit dem Henker – US-Studenten befreien Todeskandidaten                 | 7. Nov. 2000       | —                                        |
| 275        | 36        | Gorillas im Regenwald – Im Grenzland zwischen Mensch und Menschenaffe           | 14. Nov. 2000      | Claus Schenk                             |
| 276        | 37        | Zurück aus der Hölle – Absturz und Wiederkehr des Schauspielers Ernst Hannawald | 28. Nov. 2000      | Dominique Klughammer                     |
| 277        | 38        | Kamerad Kampfhund – Medienmonster und ihre Menschen                             | 5. Dez. 2000       | Mathias Welp                             |
| 278        | 39        | Im Reich der Frauen – Shopping-Partys in Deutschland                            | 12. Dez. 2000      | Sibylle Trost                            |
| 279        | 40        | Jung, süß und Teeniestar – Gil Ofarim soll härter werden                        | 19. Dez. 2000      | Dominique Klughammer                     |

### 2001
| Nr. (ges.) | Nr. (St.) | Originaltitel                                                                  | Erstausstrahlung D | Drehbuch                            |
| ---------- | --------- | ------------------------------------------------------------------------------ | ------------------ | ----------------------------------- |
| 280        | 1         | Higgs – Die Jagd nach dem Unsichtbaren                                         | 9. Jan. 2001       | Mischka Popp, Thomas Bergmann       |
| 281        | 2         | Minen, Mord und Medien – Reporter im Krieg                                     | 16. Jan. 2001      | Tina Soliman                        |
| 282        | 3         | Seiltanz durchs Leben – Überleben im Wanderzirkus                              | 23. Jan. 2001      | —                                   |
| 283        | 4         | Gefährliche Umarmung – Leben und Leiden mit dem Alkohol                        | 30. Jan. 2001      | Charlotte Acklin                    |
| 284        | 5         | Im Visier – Leben mit Morddrohungen                                            | 6. Feb. 2001       | Ulrike Baur                         |
| 285        | 6         | Im Schatten der Tat – Das Schicksal von Verbrechensopfern                      | 13. Feb. 2001      | Klaus Steinberg                     |
| 286        | 7         | Jedem Tier bin ich dankbar – Zwischen Rinder- und Menschenwahn im Landkreis L. | 20. Feb. 2001      | Peter Schmidt                       |
| 287        | 8         | Die Kasseler Zwillinge – Alf und Sven - Ein Leben im Doppelbett                | 27. Feb. 2001      | Gunther Scholz                      |
| 288        | 9         | Wie schön, dass du geboren bist – Wenn Kinder langsam sterben                  | 6. März 2001       | Iris Pollatschek, Marion Mück-Raab  |
| 289        | 10        | Was geschah beim Schützenfest? – Rätsel um Morde im Sauerland                  | 13. März 2001      | —                                   |
| 290        | 11        | Das Gift der Göttin – Kampf um den heiligen Fluss                              | 20. März 2001      | Meinolf Fritzen                     |
| 291        | 12        | Im Bann der Tiefe – Die riskanten Tauchgänge des Matthias Kopfmüller           | 27. März 2001      | Marc Brasse                         |
| 292        | 13        | Wo ist unser Kind? – Bangen zwischen Leben und Tod                             | 3. Apr. 2001       | Gregor Bialas                       |
| 293        | 14        | Unheimliches Wiedersehen – Zawrel und sein Peiniger                            | 10. Apr. 2001      | Victor Grandits                     |
| 294        | 15        | Ein Mann räumt auf – Die gnadenlosen Methoden des Sheriff Joe                  | 17. Apr. 2001      | Marianne Schaefer-Trench            |
| 295        | 16        | Sehnsucht nach ihm – Mit dem Freitod des Vaters leben                          | 24. Apr. 2001      | Katrin Wegner                       |
| 296        | 17        | Auf einem anderen Stern – Eine Alzheimer-WG in Berlin                          | 8. Mai 2001        | Uta Claus                           |
| 297        | 18        | Wohin und zurück – Vom Abenteuer, Au-pair zu sein                              | 15. Mai 2001       | Manuel Fenn                         |
| 298        | 19        | Die Schwarzeneggers von Chemnitz – Körperkult in der Fitness-Oase              | 22. Mai 2001       | Jens Arndt, Günter Bersch           |
| 299        | 20        | Alisons Baby – Mutterglück einer behinderten Frau                              | 29. Mai 2001       | Bente Milton                        |
| 300        | 21        | Der Traum vom fliegenden Schiff – Hanno Fischers ungewöhnliche Erfindung       | 5. Juni 2001       | —                                   |
| 301        | 22        | Junger Mann, neues Glück - Wenn Frauen andere Wege gehen                       | 12. Juni 2001      | Sibylle Trost                       |
| 302        | 23        | Nie wieder Mauerblümchen – Wenn Frauen ihr Leben ändern wollen                 | 19. Juni 2001      | Katharina Gugel, Ulf Eberle         |
| 303        | 24        | Alles aus Liebe – Von Frauen, die ihr Kind weggeben                            | 26. Juni 2001      | Tina Radke-Gerlach                  |
| 304        | 25        | 37 Grad plus – Die Diskussion: Adoption                                        | 26. Juni 2001      | —                                   |
| 305        | 26        | Ich bin so Viele – Aus dem Leben multipler Persönlichkeiten                    | 3. Juli 2001       | Rosvita Krausz                      |
| 306        | 27        | 37 Grad plus – Die Diskussion: Multiple Persönlichkeiten                       | 3. Juli 2001       | —                                   |
| 307        | 28        | Glückssucher – Rentner auf Mallorca                                            | 10. Juli 2001      | Mathias Welp                        |
| 308        | 29        | 37 Grad plus – Die Diskussion: Altersträume                                    | 10. Juli 2001      | —                                   |
| 309        | 30        | Die Herrin der Hunde – Eine Frau will nach vorn                                | 17. Juli 2001      | —                                   |
| 310        | 31        | Wüstendurst – Michael Martin - Sehnsucht mit Motorrad und Kamera               | 24. Juli 2001      | Hännes Gally                        |
| 311        | 32        | 37 Grad plus – Die Diskussion: Extrem-Abenteurer                               | 24. Juli 2001      | —                                   |
| 312        | 33        | Wenn Kinder töten – Steinewerfer auf der Autobahn                              | 31. Juli 2001      | Ilona Rothin                        |
| 313        | 34        | 37 Grad plus – Die Diskussion: Steinewerfer                                    | 31. Juli 2001      | —                                   |
| 314        | 35        | Im Auge des Elefanten – Von Menschen und Tieren                                | 7. Aug. 2001       | Peter Schmidt                       |
| 315        | 36        | 37 Grad plus – Die Diskussion: Tierliebe                                       | 7. Aug. 2001       | —                                   |
| 316        | 37        | Der Tod im Spiegel – Ein Junge kämpft ums Überleben                            | 14. Aug. 2001      | Tina Soliman                        |
| 317        | 38        | Rabenkinder – Wenn Jugendliche aus dem Ruder laufen                            | 21. Aug. 2001      | Dietrich von Ruffer                 |
| 318        | 39        | 37 Grad plus – Die Diskussion: Jugendgewalt                                    | 21. Aug. 2001      | —                                   |
| 319        | 40        | Sterben auf Wunsch – Erfahrungen in Holland                                    | 28. Aug. 2001      | Rob Hof                             |
| 320        | 41        | 37 Grad plus – Die Diskussion: Sterbehilfe                                     | 28. Aug. 2001      | —                                   |
| 321        | 42        | 37 Grad plus – Die Diskussion: Menschenwürdig sterben (1)                      | 28. Aug. 2001      | —                                   |
| 322        | 43        | 37 Grad plus – Die Diskussion: Menschenwürdig sterben (2)                      | 28. Aug. 2001      | —                                   |
| 323        | 44        | Kein Sex vor der Ehe – Junge Menschen und die Liebe                            | 4. Sep. 2001       | Ariane Hildebrandt, Heike Stuckmann |
| 324        | 45        | Anwalt des Teufels – Wolfgang Zick und die Gerechtigkeit                       | 25. Sep. 2001      | —                                   |
| 325        | 46        | Der Hochstapler – Die wahre Geschichte des Dr. Dr. Bartholdy                   | 16. Okt. 2001      | Stephan Lamby                       |
| 326        | 47        | Unter Verdacht? Muslime in Deutschland                                         | 23. Okt. 2001      | Hanne Huntemann, Brigitte Klos      |
| 327        | 48        | 37 Grad plus – Die Diskussion: Unter Verdacht? - Muslime in Deutschland        | 23. Okt. 2001      | —                                   |
| 328        | 49        | Einmal drüber und schon sauber – Vom Alltag selbstständiger Handelsvertreter   | 30. Okt. 2001      | Iris Pollatschek, Marion Mück-Raab  |
| 329        | 50        | Genies im Kinderzimmer – Vom Glanz und Elend hochbegabter Kinder               | 6. Nov. 2001       | Caroline Haertel, Mirjana Momirović |
| 330        | 51        | Antonia im Wunderland – Die Models von der Pflegestation                       | 13. Nov. 2001      | Beate F. Neumann                    |
| 331        | 52        | Ich will sie alle retten – Tierschützer auf Kreta                              | 20. Nov. 2001      | —                                   |
| 332        | 53        | Die Hölle in mir – Der Serienkiller Frank G.                                   | 27. Nov. 2001      | Andrea Mocellin, Manu Pecoraro      |
| 333        | 54        | Ein dufter Job – Leben mit der Abfuhr                                          | 4. Dez. 2001       | Margarete Wohlan                    |
| 334        | 55        | Himmelsstürmer – Menschen über den Dächern von Berlin                          | 11. Dez. 2001      | Hajo Bergmann                       |
| 335        | 56        | Der Fall Rignano – Die Mörder der letzten Tage                                 | 18. Dez. 2001      | —                                   |

### 2002
| Nr. (ges.) | Nr. (St.) | Originaltitel                                                                | Erstausstrahlung D | Drehbuch                     |
| ---------- | --------- | ---------------------------------------------------------------------------- | ------------------ | ---------------------------- |
| 336        | 1         | Die Gentlemen bitten zum Tanz – Einsame Herzen auf Kreuzfahrt                | 8. Jan. 2002       | Vanessa Nöcker               |
| 337        | 2         | Du bist doch mein Kind – Eltern drogenabhängiger Jugendlicher                | 15. Jan. 2002      | Katrin Wegner                |
| 338        | 3         | Der Gepardenmann – Matto Barfuss in Namibia                                  | 29. Jan. 2002      | Bettina Witte, Rolf Jost     |
| 339        | 4         | 86 Stufen zum Glück – Von lebenslustigen alten Menschen                      | 19. Feb. 2002      | Uta Claus                    |
| 340        | 5         | Bis zum letzten Hemd – Ein Bekleidungshaus schließt seine Pforten            | 26. Feb. 2002      | Simone Jung                  |
| 341        | 6         | 37 Grad extra: Das Bärenwunder                                               | 6. März 2002       | Christiane von Schwind       |
| 342        | 7         | Liebeswahn – Stalker - Gefährliche Verfolger                                 | 12. März 2002      | Claudius Gehr, Jens Hoffmann |
| 343        | 8         | Zwischen den Welten – Ein Imam aus Mannheim                                  | 26. März 2002      | Andrea Schramm, Jana Matthes |
| 344        | 9         | Ein Stück von mir – Organe als Geschenk                                      | 2. Apr. 2002       | Ulrike Baur                  |
| 345        | 10        | Die Engel der Straßenkatzen – Wenn Tierliebe grenzenlos ist                  | 9. Apr. 2002       | Andrea Schramm, Jana Matthes |
| 346        | 11        | Das Glück der späten Väter                                                   | 16. Apr. 2002      | —                            |
| 347        | 12        | Auf und davon – Wenn Mütter ihre Familie verlassen                           | 23. Apr. 2002      | Sibylle Trost                |
| 348        | 13        | Die Schneejungfrau – Andrea - unschuldig im türkischen Gefängnis?            | 30. Apr. 2002      | Gregor Bialas                |
| 349        | 14        | König ohne Krone – Hausmeister und ihre Welt                                 | 7. Mai 2002        | Claus Schenk                 |
| 350        | 15        | Es geschah auf Kuba – Kapitän S. bleibt auf Kurs                             | 14. Mai 2002       | Hinnerick Bröskamp           |
| 351        | 16        | Gold macht nicht glücklich – Bahne Rabe und sein einsamer Weg                | 21. Mai 2002       | Katharina Gugel, Ulf Eberle  |
| 352        | 17        | Wenig Frauen, viele Männer … – Im ersten Jahr beim Bund                      | 28. Mai 2002       | Frank Overhof                |
| 353        | 18        | Ach du dickes Kind – Eine belastende Geschichte                              | 4. Juni 2002       | Jobst Thomas                 |
| 354        | 19        | Dabei sein ist alles – Väter bei der Geburt                                  | 11. Juni 2002      | —                            |
| 355        | 20        | Lied der Sehnsucht – Die Wolga-Deutschen von Russland                        | 18. Juni 2002      | Rob Hof                      |
| 356        | 21        | Außer Rand und Band – Kinder mit Konzentrationsstörungen                     | 25. Juni 2002      | —                            |
| 357        | 22        | 37 Grad plus – Die Diskussion: Nie bei der Sache                             | 25. Juni 2002      | —                            |
| 358        | 23        | Träume unterm Hammer – Wenn Menschen ihr Zuhause verlieren                   | 2. Juli 2002       | Iris Pollatschek             |
| 359        | 24        | 37 Grad plus – Die Diskussion: Zwangsversteigerungen                         | 2. Juli 2002       | —                            |
| 360        | 25        | Ich bin die Barbie                                                           | 9. Juli 2002       | Marianne Schaefer-Trench     |
| 361        | 26        | 37 Grad plus – Die Diskussion: Bin ich schön?                                | 9. Juli 2002       | —                            |
| 362        | 27        | Im Dunstkreis der Hölle – Jugendliche im Bann des Satanismus                 | 16. Juli 2002      | Jochen Bank                  |
| 363        | 28        | 37 Grad plus – Die Diskussion: Satanismus                                    | 16. Juli 2002      | —                            |
| 364        | 29        | Im Chaos der Buchstaben – Lesen und Schreiben - ein Problem                  | 23. Juli 2002      | Hanne Huntemann              |
| 365        | 30        | 37 Grad plus – Die Diskussion: Die Welt der Analphabeten                     | 23. Juli 2002      | —                            |
| 366        | 31        | Der Verräter – Ein Neonazi-Aussteiger lebt gefährlich                        | 30. Juli 2002      | Broka Herrmann               |
| 367        | 32        | 37 Grad plus – Die Diskussion: Der verlorene Sohn                            | 30. Juli 2002      | —                            |
| 368        | 33        | Erschießt alle! – Die sonderbare Welt der Computerkrieger                    | 6. Aug. 2002       | Francesca D'Amicis           |
| 369        | 34        | 37 Grad plus – Die Diskussion: Virtuelle Gewalt                              | 6. Aug. 2002       | —                            |
| 370        | 35        | Nur nich’ nach Hause – Sascha – 16 – Straßenkind                             | 13. Aug. 2002      | Peter Schmidt                |
| 371        | 36        | 37 Grad plus – Die Diskussion: Straßenkinder                                 | 13. Aug. 2002      | —                            |
| 372        | 37        | Die Gesichter des 11. September                                              | 8. Sep. 2002       | Udo van Kampen               |
| 373        | 38        | Das German Wunderkind – Dirk Nowitzkis großer Wurf                           | 17. Sep. 2002      | Wolfgang Würker              |
| 374        | 39        | Affäre im Netz – Sucht und Sehnsucht.de                                      | 24. Sep. 2002      | Claus Bienfait               |
| 375        | 40        | Zambi – Ein Elefant wehrt sich                                               | 1. Okt. 2002       | —                            |
| 376        | 41        | Mama liebt für Geld – Kinder von Prostituierten                              | 8. Okt. 2002       | Katrin Wegner                |
| 377        | 42        | Krieg der Erben – Wenn der letzte Wille Familien zerstört                    | 15. Okt. 2002      | Silke Bettray                |
| 378        | 43        | Wahnsinns-Kinder – Wenn die Eltern psychisch krank werden                    | 22. Okt. 2002      | Tina Soliman                 |
| 379        | 44        | Nach dem Feuer brennt die Seele – Wenn Flammen Existenzen zerstören          | 29. Okt. 2002      | Andreas Orth                 |
| 380        | 45        | Der Tanz auf dem Vulkan – Der Kilauea auf Hawaii                             | 12. Nov. 2002      | Uta von Borries              |
| 381        | 46        | Mein Haus - meine Kinder - mein Traum – Klassentreffen nach 19 Jahren        | 19. Nov. 2002      | Kathrin Pitterling           |
| 382        | 47        | Wenn Eltern Pflege brauchen – Töchter im Konflikt                            | 26. Nov. 2002      | Mechthild Gaßner             |
| 383        | 48        | Wie heißt die Hauptstadt von Freundschaft? – Aus dem Innenleben von Autisten | 3. Dez. 2002       | Tina Soliman                 |
| 384        | 49        | Der Mann ohne Gedächtnis – Udo Dederings Leben in der Gegenwart              | 10. Dez. 2002      | Marc Brasse                  |
| 385        | 50        | Immer diese Sehnsucht – Adoptierte Kinder suchen ihre Mutter                 | 17. Dez. 2002      | Tina Radke-Gerlach           |

### 2003
| Nr. (ges.) | Nr. (St.) | Originaltitel                                                          | Erstausstrahlung D | Drehbuch                            |
| ---------- | --------- | ---------------------------------------------------------------------- | ------------------ | ----------------------------------- |
| 386        | 1         | Richtig fette Kohle – Der Traum von der eigenen Firma                  | 7. Jan. 2003       | Silvia Stenger, Vladimir Majdanzic  |
| 387        | 2         | Jung, erfolgreich - arbeitslos – Der Absturz der Aufsteiger            | 14. Jan. 2003      | —                                   |
| 388        | 3         | Isoldes letzter Sommer                                                 | 21. Jan. 2003      | Johannes Backes                     |
| 389        | 4         | Exkursion in der Finsternis – Schlafwandeln - so weit die Füße tragen  | 4. Feb. 2003       | Matti Bauer                         |
| 390        | 5         | Ein dufter Job – Leben mit der Abfuhr                                  | 11. Feb. 2003      | Margarethe Wohlan                   |
| 391        | 6         | Kurz vor Bagdad – Was Golfkriegsveteranen erzählen                     | 18. Feb. 2003      | Anne Worst                          |
| 392        | 7         | So viel Anfang war nie - Wenn Männer in Rente gehen                    | 25. Feb. 2003      | Manuel Fenn                         |
| 393        | 8         | (P)OP-König Michael Jackson – Superstar im Schönheitswahn              | 4. März 2003       | —                                   |
| 394        | 9         | Roter Schnee - Das Leben nach der Lawine                               | 11. März 2003      | —                                   |
| 395        | 10        | Nicht in meinem Namen – Friedenskämpfer - Von New York bis Bagdad      | 18. März 2003      | —                                   |
| 396        | 11        | Allein unter Kühen – Ehenotstand auf dem Bauernhof                     | 25. März 2003      | —                                   |
| 397        | 12        | Jenny, die Kopfgeldjägerin                                             | 1. Apr. 2003       | Marianne Schäfer-Trench             |
| 398        | 13        | Herzklopfen bis zum Hals – Wege durch die Angst                        | 8. Apr. 2003       | —                                   |
| 399        | 14        | Doktor, wie lange noch? – Krebs - Der Kampf ums Leben                  | 22. Apr. 2003      | —                                   |
| 400        | 15        | Alisons Baby – Ganz besonderes Mutterglück                             | 29. Apr. 2003      | Bente Milton                        |
| 401        | 16        | Lichtsucher – Von Blinden, die sehen wollen                            | 6. Mai 2003        | Katrin Seybold                      |
| 402        | 17        | D! – der Popstarmacher                                                 | 13. Mai 2003       | Kirsten Hoehne                      |
| 403        | 18        | Auf der Walz – Die Freiheit liegt auf der Straße                       | 20. Mai 2003       | Daniel Oliver Bachmann, Rolf Jobst  |
| 404        | 19        | Einmal reich sein und zurück – Menschen nach dem Lottogewinn           | 27. Mai 2003       | Hildegard Schönherr                 |
| 405        | 20        | Der Fremde an meinem Tisch – Letzte Chance für junge Straftäter        | 3. Juni 2003       | Ulrike Schenk                       |
| 406        | 21        | Flucht ins Leben – Was geschah mit Günter W.?                          | 10. Juni 2003      | Broka Herrmann                      |
| 407        | 22        | Täter wider Willen – Das Unglück nach dem Unfall                       | 17. Juni 2003      | Iris Bettray, Juliane Metten        |
| 408        | 23        | Auf ins neue Leben – Umzug ins Seniorenheim                            | 24. Juni 2003      | —                                   |
| 409        | 24        | Adrian will tanzen – Ein Junge und seine Liebe zum Ballett             | 1. Juli 2003       | Manuel Fenn                         |
| 410        | 25        | Mit allen Wassern gewaschen – Leben nach der großen Flut               | 8. Juli 2003       | Iris Pollatschek                    |
| 411        | 26        | Zwischen Windeln und Wechseljahren – Mutterglück mit Mitte 40          | 15. Juli 2003      | Katrin Kammer                       |
| 412        | 27        | Papa liebt einen Mann – Kinder und ihre homosexuellen Väter            | 22. Juli 2003      | Valentin Thurn                      |
| 413        | 28        | Schön sein wie zuvor – Leben mit der Krankheit                         | 29. Juli 2003      | Carolin Thummes                     |
| 414        | 29        | Der Ikarus-Kick – Felix Baumgartner will fliegen                       | 5. Aug. 2003       | Victor Grandits                     |
| 415        | 30        | Die Geliebte – Was es heißt, die andere zu sein                        | 12. Aug. 2003      | —                                   |
| 416        | 31        | Herrscher über 70 Züge – Im Bann der Modellbahn                        | 19. Aug. 2003      | Mathias Welp                        |
| 417        | 32        | Die Köchin, die Putzfrau und der Wachmann – Arbeit ist das ganze Leben | 2. Sep. 2003       | Sibylle Trost                       |
| 418        | 33        | Heinrich der König – Die Flucht aus dem Paradies                       | 9. Sep. 2003       | Norbert Busè                        |
| 419        | 34        | Wohin und zurück – Vom Abenteuer Au-pair zu sein                       | 16. Sep. 2003      | —                                   |
| 420        | 35        | Voll verpeilt – Letzte Chance für Schulschwänzer                       | 23. Sep. 2003      | Andrea Schramm, Jana Matthes        |
| 421        | 36        | Mit dem Latein am Ende – Der harte Alltag der Lehrer                   | 30. Sep. 2003      | Caroline Haertel, Mirjana Momirović |
| 422        | 37        | Endspurt aus der letzten Bank – Schüler auf dem Weg ins Leben          | 7. Okt. 2003       | Ulrike Baur                         |
| 423        | 38        | Kollegenschweine – Schikaniert und kaltgestellt                        | 14. Okt. 2003      | —                                   |
| 424        | 39        | Das Mädchen und die Kinderschänder – Missbrauch in der Familie         | 21. Okt. 2003      | Manfred Karremann                   |
| 425        | 40        | Der Fall der Sieger – Drei Jahre nach Big Brother 1                    | 28. Okt. 2003      | —                                   |
| 426        | 41        | 37 Grad extra: Am hellichten Tag – Kindesmissbrauch in Deutschland     | 4. Nov. 2003       | Manfred Karremann                   |
| 427        | 42        | Grausames Glück – Wenn Geburt und Tod aufeinander treffen              | 18. Nov. 2003      | Tina Soliman                        |
| 428        | 43        | Mädchen, Mutter, Mörderin – Der Fall Iris P.                           | 25. Nov. 2003      | Gregor Bialas                       |
| 429        | 44        | Angélique – Leben gegen den Strich                                     | 9. Dez. 2003       | Jochen Bank                         |
| 430        | 45        | 37 Grad extra: Augenlid – Der Film mit den Blinden                     | 16. Dez. 2003      | Mischka Popp, Thomas Bergmann       |

### 2004
| Nr. (ges.) | Nr. (St.) | Originaltitel                                                          | Erstausstrahlung D | Drehbuch                            |
| ---------- | --------- | ---------------------------------------------------------------------- | ------------------ | ----------------------------------- |
| 431        | 1         | Sarahs kurzes Leben – Junges Leben im alten Körper                     | 6. Jan. 2004       | Manfred Corrine                     |
| 432        | 2         | Im Schnäppchenfieber – Menschen auf Sparkurs                           | 13. Jan. 2004      | Iris Pollatschek                    |
| 433        | 3         | Einmal nicht aufgepasst – Tod durch Fahrlässigkeit                     | 20. Jan. 2004      | —                                   |
| 434        | 4         | Omas großer Coup – Wenn Rentner kriminell werden                       | 27. Jan. 2004      | —                                   |
| 435        | 5         | Suche Arbeit - grenzenlos! – Deutsche als Gastarbeiter                 | 3. Feb. 2004       | Sibylle Trost                       |
| 436        | 6         | Ich hab’ Angst vor meiner Frau – Gewalt gegen Männer                   | 10. Feb. 2004      | —                                   |
| 437        | 7         | Die Schwiegermutter – Zerreißprobe einer Ehe                           | 24. Feb. 2004      | —                                   |
| 438        | 8         | Auf Diät – Die dicke Hölle                                             | 2. März 2004       | —                                   |
| 439        | 9         | Ich heirate meinen Mann – Paare trauen sich wieder                     | 9. März 2004       | —                                   |
| 440        | 10        | Jenseits der Worte – Kinder gehörloser Eltern                          | 23. März 2004      | Katrin Wegner                       |
| 441        | 11        | Mein Schatz bleibt bei mir – Von Männern, die ihre Frauen pflegen      | 30. März 2004      | Uta Claus                           |
| 442        | 12        | Endstation Freiheit – Leben nach 30 Jahren Haft                        | 6. Apr. 2004       | Broka Hermann                       |
| 443        | 13        | Eins, zwei … Drillinge! – Vom plötzlichen Kindersegen                  | 20. Apr. 2004      | —                                   |
| 444        | 14        | Ein Junge namens Nina – Jugendliche im falschen Körper                 | 27. Apr. 2004      | Katharina Gugel, Ulf Eberle         |
| 445        | 15        | Mein fremdes Kind (1) – Der lange Weg zur Adoption                     | 4. Mai 2004        | Dominique Klughammer                |
| 446        | 16        | Albtraum Traumhaus                                                     | 11. Mai 2004       | —                                   |
| 447        | 17        | Mitten unter uns – Kindesmissbrauch am helllichten Tag                 | 18. Mai 2004       | Manfred Karremann                   |
| 448        | 18        | Kuckucksväter – Von betrogenen Männern und ihren Kindern               | 25. Mai 2004       | Caroline Haertel, Mirjana Momirović |
| 449        | 19        | Dritter Frühling – Neustart mit 60                                     | 1. Juni 2004       | Katrin Kammer, Stephan Lamby        |
| 450        | 20        | Iss was! – Leben mit Ess-Störungen                                     | 8. Juni 2004       | Tina Radke-Gerlach                  |
| 451        | 21        | Vermächtnis eines Walfängers – Die Reue des John Burton                | 29. Juni 2004      | Klaus Steinberg                     |
| 452        | 22        | Jackpot Millionengewinn? – Vom plötzlichen Geldsegen der neuen Reichen | 13. Juli 2004      | —                                   |
| 453        | 23        | Erste Liebe – Der ganz normale Wahnsinn                                | 20. Juli 2004      | —                                   |
| 454        | 24        | Liebe und andere Unmöglichkeiten – Leben in einer Autisten-WG          | 27. Juli 2004      | —                                   |
| 455        | 25        | Zu Hause geblieben – Urlaub auf Balkonien                              | 3. Aug. 2004       | Thomas Balzer                       |
| 456        | 26        | Jetzt oder nie – Die Grenzgänger von Sopron                            | 10. Aug. 2004      | Konrad Herrmann, Hans-Peter Gaul    |
| 457        | 27        | Hallo, Herr Doktor! – Mit dem Landarzt unterwegs                       | 17. Aug. 2004      | Heike Bittner                       |
| 458        | 28        | Ich hab’ euch doch beide lieb – Das Leid der Trennungskinder           | 31. Aug. 2004      | Caroline Haertel, Mirjana Momirović |
| 459        | 29        | Wenn das die Mama wüsste! – Kinder machen Ferien - ohne Eltern         | 7. Sep. 2004       | Katrin Völker                       |
| 460        | 30        | In der Schönheitsfalle – Anouschka Renzi kämpft sich frei              | 14. Sep. 2004      | Andrea Dreßler, Thomas Diehl        |
| 461        | 31        | Mit Herz für Tiere – Bilanz zum Welttierschutztag                      | 28. Sep. 2004      | Manfred Karremann                   |
| 462        | 32        | Voll im Rausch – Jugendliche und Alkohol                               | 5. Okt. 2004       | Maike Conway                        |
| 463        | 33        | Mondscheinkinder – Leben ohne Licht                                    | 12. Okt. 2004      | Nicola Graef, Susanne Brand         |
| 464        | 34        | Nach Lust und Laune – Eine Wohngemeinschaft 60plus                     | 19. Okt. 2004      | —                                   |
| 465        | 35        | Alisons Baby: Die ersten Jahre                                         | 26. Okt. 2004      | Bente Milton                        |
| 466        | 36        | Rendezvous mit der Nacht - Taxi-Tom und seine Gäste                    | 2. Nov. 2004       | Tina Soliman, Torsten Lapp          |
| 467        | 37        | Herzschmerz und Happy End - Die Welt der Groschenromane                | 9. Nov. 2004       | —                                   |
| 468        | 38        | „Hasret“ heißt Sehnsucht - Erfahrungen türkischer Frauen               | 16. Nov. 2004      | Klaus Balzer, Aysel Özkan           |
| 469        | 39        | Der einzig wahre Weihnachtsmann                                        | 21. Dez. 2004      | Sabine Jung, Kai Wiehagen           |

### 2005
| Nr. (ges.) | Nr. (St.) | Originaltitel                                                                      | Erstausstrahlung D | Drehbuch                               |
| ---------- | --------- | ---------------------------------------------------------------------------------- | ------------------ | -------------------------------------- |
| 470        | 1         | Das Vier-Generationen-Haus – Was Großfamilien zusammenhält                         | 11. Jan. 2005      | Sibylle Trost                          |
| 471        | 2         | Mein Mann, der Mörder meiner Tochter                                               | 18. Jan. 2005      | Ulrike Baur                            |
| 472        | 3         | Knapp bei Kasse – Leben am finanziellen Limit                                      | 25. Jan. 2005      | Gregor Bialas                          |
| 473        | 4         | Ist heute Dienstag oder Mai? – Leben mit Demenzkranken                             | 1. Feb. 2005       | Chiara Sambucchi                       |
| 474        | 5         | Im Fastnachtsfieber – Hinter den Kulissen des Karnevals                            | 8. Feb. 2005       | Stefanie Schwalfenberg                 |
| 475        | 6         | Stürmische Leidenschaft – Leben und Überleben im Wattenmeer                        | 15. Feb. 2005      | Jobst Thomas                           |
| 476        | 7         | Sicher, sauber, unerträglich – Leben unter Zwang                                   | 22. Feb. 2005      | Margarete Wohlan                       |
| 477        | 8         | Allein in der City – Singles und die Einsamkeit                                    | 8. März 2005       | Simone Jung                            |
| 478        | 9         | Letzter Halt: Sun City – Das Rentner-Dorado in der Wüste                           | 15. März 2005      | Broka Herrmann                         |
| 479        | 10        | Wächst du noch? – Von Riesen und Kleinwüchsigen                                    | 22. März 2005      | Iris Bettray                           |
| 480        | 11        | Kampf ums Kind – Wenn Eltern zu „Entführern“ werden                                | 5. Apr. 2005       | Victor Grandits, Jessica Krauß         |
| 481        | 12        | Den Anschlag überlebt – Wenn Menschen zu Terroropfern werden                       | 12. Apr. 2005      | Wibke Kämpfer                          |
| 482        | 13        | Chaos im Kinderzimmer – Mit Familienhelfern unterwegs                              | 26. Apr. 2005      | Angelika Wörthmüller, Enrico Demurray  |
| 483        | 14        | Reif für den Traumberuf? – Herzklopfen vor der Aufnahmeprüfung                     | 10. Mai 2005       | Regina Milde, Peter Ritterhoff         |
| 484        | 15        | Wachgeküsst – Tiere helfen Kindern                                                 | 17. Mai 2005       | Rolf Jost, Bigy Jost                   |
| 485        | 16        | Die Babyretterin – Leila und ihr Kampf um Kinder                                   | 24. Mai 2005       | Katrin Kammer, Dominic Egizzi          |
| 486        | 17        | Herz-Alarm mitten im Leben – Junge Menschen nach dem Infarkt                       | 7. Juni 2005       | Tina Soliman                           |
| 487        | 18        | Scheidung nach der Silberhochzeit – Wenn Partner neue Wege gehen                   | 14. Juni 2005      | Jobst Thomas                           |
| 488        | 19        | Manuels Abschied – Freiwillig in den Tod                                           | 21. Juni 2005      | Nicola Graef, Susanne Brand            |
| 489        | 20        | Was heißt hier schon Familie? – Patchwork als Lebensform                           | 28. Juni 2005      | Manuel Fenn                            |
| 490        | 21        | Ich will ihm in die Augen sehen – Levkes Eltern, der Mörder und die Frage „Warum?“ | 5. Juli 2005       | Michael Heuer                          |
| 491        | 22        | 37 Grad plus – Die Diskussion: Der Mord an Levke - warum?                          | 5. Juli 2005       | —                                      |
| 492        | 23        | Kann die Liebe Sünde sein? – Von Priestern und ihren Frauen                        | 12. Juli 2005      | Caroline Haertel, Mirjana Momirović    |
| 493        | 24        | Heiligs Blechle! – Der Traum vom neuen Wagen                                       | 19. Juli 2005      | Michael Petsch                         |
| 494        | 25        | Last-Minute-Baby – Wenn die biologische Uhr tickt                                  | 26. Juli 2005      | Andrea Schramm, Jana Matthes           |
| 495        | 26        | Mein fernes Kind – 33 Jahre Schuld und Sehnsucht                                   | 2. Aug. 2005       | Silvia Kaiser                          |
| 496        | 27        | Teure Liebe – Frauen in der Schuldenfalle                                          | 9. Aug. 2005       | Uta Claus                              |
| 497        | 28        | Die Senfconnection – Träume von der Selbstständigkeit                              | 23. Aug. 2005      | Broka Herrmann                         |
| 498        | 29        | Höllenjob Hausfrau                                                                 | 6. Sep. 2005       | Marianne Schaefer-Trench               |
| 499        | 30        | Wie vom Erdboden verschluckt – Wo ist Jochen V.?                                   | 20. Sep. 2005      | Gregor Bialas                          |
| 500        | 31        | Business und Bobbycar – Väter im Karrierestress                                    | 27. Sep. 2005      | Ulrike Baur                            |
| 501        | 32        | Kater Benny vermisst – Wenn Haustiere verschwinden                                 | 4. Okt. 2005       | Manfred Karremann, Alexander Vincentz  |
| 502        | 33        | Endstation Beirut – Tiertransporte - eine Bilanz                                   | 11. Okt. 2005      | Manfred Karremann                      |
| 503        | 34        | Mein geliehenes Kind – Zu Hause in einer Pflegefamilie                             | 18. Okt. 2005      | Iris Bettray, Stefanie Schwalfenberg   |
| 504        | 35        | Einmal Königin! – Wenn Mädchenträume wahr werden                                   | 25. Okt. 2005      | Thomas Balzer                          |
| 505        | 36        | Mein Traumberuf: Bestatter – Junge Menschen und der Tod                            | 1. Nov. 2005       | Frank Drescher, Eduard Erne            |
| 506        | 37        | Der Seitensprung – Von Fremdgängern und Betrogenen                                 | 8. Nov. 2005       | Katrin Wegner                          |
| 507        | 38        | Hotel Mama – Von Nesthockern und Heimschläfern                                     | 15. Nov. 2005      | Dominique Klughammer, Daniela Agostini |
| 508        | 39        | Das Wunder von Görisried – Ein Dorf spielt auf Sieg                                | 22. Nov. 2005      | Katharina Gugel, Ulf Eberle            |
| 509        | 40        | Abenteuer Internat – Bewährungsprobe für Rebecca und Gerrit                        | 29. Nov. 2005      | Ulrike Schenk                          |
| 510        | 41        | Waisenkinder – Wenn Eltern zu früh sterben                                         | 6. Dez. 2005       | Norbert Busè                           |
| 511        | 42        | Immer zu zweit – Das magische Band der Zwillinge                                   | 20. Dez. 2005      | Tina Radke-Gerlach                     |

### 2006
| Nr. (ges.) | Nr. (St.) | Originaltitel                                                           | Erstausstrahlung D | Drehbuch                              |
| ---------- | --------- | ----------------------------------------------------------------------- | ------------------ | ------------------------------------- |
| 512        | 1         | Kreuzberger Nächte – Junge Türken in Berlin                             | 10. Jan. 2006      | Neco Çelik, Cornelia Partmann         |
| 513        | 2         | Mein Staubsauger gehört mir – Wenn Paare sich den Haushalt teilen       | 17. Jan. 2006      | Klaus Balzer                          |
| 514        | 3         | Bleiben oder gehen – Schicksalsschläge in der Partnerschaft             | 24. Jan. 2006      | Margarete Wohlan                      |
| 515        | 4         | Feierabend abgeschafft! – Von Multijobbern und Megapendlern             | 31. Jan. 2006      | Sibylle Trost                         |
| 516        | 5         | Eltern allein zu Haus! – Wenn die Kinder ausziehen                      | 7. Feb. 2006       | Sigrun Mathiessen                     |
| 517        | 6         | Erwischt – Wenn Stehlen zum Zwang wird                                  | 21. Feb. 2006      | Iris Pollatschek                      |
| 518        | 7         | Leicht ist ganz schön schwer – Leben mit Parkinson                      | 28. Feb. 2006      | Annette Baumeister, Florian Hartung   |
| 519        | 8         | Für Geld tue ich alles – Studenten und ihre Jobs                        | 7. März 2006       | Karin Rieppel                         |
| 520        | 9         | Warum, mein Kind? – Eltern nach dem Suizid von Kindern                  | 14. März 2006      | Tina Soliman                          |
| 521        | 10        | Der Schmerz kam über Nacht – Wenn Rheuma das Leben verändert            | 28. März 2006      | Simone Jung                           |
| 522        | 11        | Nochmal leben! – Die Zeit nach dem Selbstmordversuch                    | 4. Apr. 2006       | Nicola Graef                          |
| 523        | 12        | Meinen Job gibt’s billiger – Wenn Arbeit verlagert wird                 | 11. Apr. 2006      | Christine Kugler                      |
| 524        | 13        | Nicht ohne meine Mutter – Adoptivkinder auf Spurensuche                 | 25. Apr. 2006      | Tina Radke-Gerlach                    |
| 525        | 14        | Die Frau für gewisse Stunden – Gesellschafterinnen für Senioren         | 2. Mai 2006        | Uta Claus                             |
| 526        | 15        | Mein Kind in deinem Bauch – Das dunkle Geschäft mit den Leihmüttern     | 16. Mai 2006       | Valentin Thurn                        |
| 527        | 16        | Abenteuer Großfamilie (1)                                               | 23. Mai 2006       | Susanne Brand                         |
| 528        | 17        | Die Chefin – Über die Eroberung von Männerwelten                        | 30. Mai 2006       | Monika Kirschner                      |
| 529        | 18        | Endlich ein Wort – Vom Stottern und anderen Hindernissen                | 6. Juni 2006       | Iris Pollatschek                      |
| 530        | 19        | Eifersucht – Schattenseite der Liebe                                    | 11. Juli 2006      | Jobst Thomas                          |
| 531        | 20        | Ehrenamt – Engagement von Millionen                                     | 18. Juli 2006      | Ulrich Hansen                         |
| 532        | 21        | Morgen, morgen, nur nicht heute …                                       | 25. Juli 2006      | Iris Pollatschek                      |
| 533        | 22        | Reingetappt – mit 18 in der Schuldenfalle                               | 1. Aug. 2006       | Mechthild Gaßner, Jochen Gaßner       |
| 534        | 23        | „Ticken die noch richtig?“ – Pubertierende Kinder und gestresste Eltern | 8. Aug. 2006       | Klaus Balzer                          |
| 535        | 24        | Schwul vor Gottes Angesicht – Priester im Konflikt                      | 15. Aug. 2006      | Peter Schmidt                         |
| 536        | 25        | Mein schrecklich runder Geburtstag                                      | 22. Aug. 2006      | Marianne Schaefer-Trench              |
| 537        | 26        | Zimmer für immer – Dauergäste im Hotel                                  | 29. Aug. 2006      | Walter Krieg                          |
| 538        | 27        | Geld wie Heu – Die Sorgen von Millionären                               | 5. Sep. 2006       | Gregor Bialas                         |
| 539        | 28        | Glück braucht kein Konto – Von Menschen, die einfach leben              | 12. Sep. 2006      | Katharina Gugel, Ulf Eberle           |
| 540        | 29        | Immer gut drauf – Ohne Lächeln, kein Job                                | 19. Sep. 2006      | Sibylle Trost                         |
| 541        | 30        | Mein Kind ist doch nicht dumm!                                          | 26. Sep. 2006      | Elke Sasse, Stefan Pannen             |
| 542        | 31        | Kein Gefühl fürs Baby – Wenn Mütter nicht lieben können                 | 10. Okt. 2006      | Francesca D'Amicis                    |
| 543        | 32        | Verrückte Hühner und wilde Kerle                                        | 17. Okt. 2006      | Iris Bettray                          |
| 544        | 33        | Für die Eltern das Beste – Auf der Suche nach dem richtigen Heim        | 31. Okt. 2006      | Angelika Worthmüller, Enrico Demurray |
| 545        | 34        | Bin 10, suche Arbeit                                                    | 7. Nov. 2006       | Silvia Kaiser                         |
| 546        | 35        | Menschen für Tiere – Prominente engagieren sich für den Tierschutz      | 14. Nov. 2006      | Manfred Karremann                     |
| 547        | 36        | Datz kennt keine Angst – Krebskranke Kinder und ihre Eltern             | 21. Nov. 2006      | Simone Jung                           |
| 548        | 37        | Kinderlos glücklich                                                     | 28. Nov. 2006      | Nicola Graef, Susanne Brand           |
| 549        | 38        | Der könnte ja dein Vater sein!                                          | 5. Dez. 2006       | Caroline Haertel, Mirjana Momirović   |
| 550        | 39        | Nichts wie weg? – Von Auswanderern und Rückkehrern                      | 12. Dez. 2006      | Iris Bettray, Juliane Metten          |
| 551        | 40        | Frauchens letzter Cent – Arme Menschen und ihre Haustiere               | 19. Dez. 2006      | Andrea Schramm, Jana Matthes          |

### 2007
| Nr. (ges.) | Nr. (St.) | Originaltitel                                                                           | Erstausstrahlung D | Drehbuch                                |
| ---------- | --------- | --------------------------------------------------------------------------------------- | ------------------ | --------------------------------------- |
| 552        | 1         | Wer ist mein Vater? – Töchter auf der Suche                                             | 9. Jan. 2007       | Broka Herrmann                          |
| 553        | 2         | Schattenkinder – Leben mit kranken Geschwistern                                         | 16. Jan. 2007      | Caroline Haertel, Mirjana Momirović     |
| 554        | 3         | Schule und dann nix – Mit Volldampf ins Leben                                           | 30. Jan. 2007      | Dominique Klughammer                    |
| 555        | 4         | Sie ist doch meine Mutter – Von Söhnen, die pflegen                                     | 6. Feb. 2007       | Uta Claus                               |
| 556        | 5         | Einbruch in Haus und Seele – Der Schmuck ist weg - die Angst bleibt                     | 20. Feb. 2007      | Iris Pollatschek                        |
| 557        | 6         | Für immer Dschungelkind? – Sabine Kuegler und ihr Blick auf unsere Welt                 | 6. März 2007       | Daniela Agostini                        |
| 558        | 7         | Der Soldat und das Baby – Geburtshilfe mitten im Krisengebiet                           | 13. März 2007      | Konrad Herrmann                         |
| 559        | 8         | Herz aus Eis – Warum manche Menschen nicht fühlen                                       | 27. März 2007      | Walter Harrich, Danuta Harrich-Zandberg |
| 560        | 9         | Wach endlich auf! – Von Komapatienten und ihren Familien                                | 3. Apr. 2007       | Michael Petsch                          |
| 561        | 10        | Jetzt will ich’s wissen! – Noch einmal in die Schule                                    | 10. Apr. 2007      | Tina Soliman                            |
| 562        | 11        | Arbeit ohne Ende – Wenn Rentner jobben müssen                                           | 24. Apr. 2007      | Tine Kugler                             |
| 563        | 12        | Zu hoch gepokert? – Berufliche Fehlentscheidungen und ihre Folgen                       | 8. Mai 2007        | Stefan Lamby                            |
| 564        | 13        | Lebend begraben – Ein Deutscher und die US-Justiz                                       | 22. Mai 2007       | Katharina Gugel, Ulf Eberle             |
| 565        | 14        | Zeit der Wunder – Wenn Kinder in die Pubertät kommen (1): Eigentlich bin ich ja nichts! | 29. Mai 2007       | Dominique Klughammer, Bernd Reufels     |
| 566        | 15        | Zeit der Wunder – Wenn Kinder in die Pubertät kommen (2): Ihr kapiert einfach nicht!    | 5. Juni 2007       | Dominique Klughammer, Bernd Reufels     |
| 567        | 16        | Psychokrieg im Klassenzimmer – Wenn Schule zum Albtraum wird                            | 12. Juni 2007      | Anette Heinrich, Michael Steinbrecher   |
| 568        | 17        | Kleine Schritte - großes Glück – Aus dem Rollstuhl auf die eigenen Beine                | 26. Juni 2007      | Simone Grabs                            |
| 569        | 18        | Wir gehören zu Euch! – Wenn Eltern zu den Kindern ziehen                                | 3. Juli 2007       | Jobst Thomas                            |
| 570        | 19        | Typisch Einzelkind – Leben ohne Geschwister                                             | 10. Juli 2007      | Tina Radke-Gerlach                      |
| 571        | 20        | Große Liebe - ganz weit weg – Freud und Leid von Fernbeziehungen                        | 17. Juli 2007      | Bernd Reufels                           |
| 572        | 21        | Meine Welt hat tausend Rätsel – Leben und Denken hochbegabter Autisten                  | 24. Juli 2007      | Chiara Sambucchi                        |
| 573        | 22        | Mein Kind nimmt Drogen – Eltern zwischen Angst und Hoffnung                             | 31. Juli 2007      | Caroline Haertel, Mirjana Momirović     |
| 574        | 23        | Darüber spricht man nicht – Schattenseiten der häuslichen Pflege                        | 7. Aug. 2007       | Angelika Wörthmüller, Enrico Demurray   |
| 575        | 24        | Geritzt – Wenn Jugendliche sich selbst verletzten                                       | 14. Aug. 2007      | Rita Erben                              |
| 576        | 25        | Mein Leben für den Star – Superfans und ihre Idole                                      | 21. Aug. 2007      | Vanessa Nöcker                          |
| 577        | 26        | Willkommen in der Wirklichkeit – Vom Einstieg ins Berufsleben                           | 28. Aug. 2007      | Manuel Fenn                             |
| 578        | 27        | Heimliche Hochzeit                                                                      | 4. Sep. 2007       | Marianne Schaefer-Trench                |
| 579        | 28        | Familienleben XXL – Fünf Generationen unter einem Dach                                  | 11. Sep. 2007      | Sibylle Trost                           |
| 580        | 29        | Ich habe überlebt – Verwundet zurück aus Kabul                                          | 25. Sep. 2007      | Ulrike Baur                             |
| 581        | 30        | Außer Kontrolle – Kindesmissbrauch und Prävention                                       | 2. Okt. 2007       | Manfred Karremann                       |
| 582        | 31        | Oma schon mit 37 – Wenn junge Mädchen Kinder kriegen                                    | 9. Okt. 2007       | Maike Conway                            |
| 583        | 32        | Für immer ungeküßt?                                                                     | 23. Okt. 2007      | Iris Bettray, Juliane Metten-Gardiner   |
| 584        | 33        | ABC der Liebe – Vom Geheimnis glücklicher Paare                                         | 30. Okt. 2007      | Claus Schenk                            |
| 585        | 34        | Schwarze Haut - weißer Hass – Die Geschichte der Familie Pilima                         | 6. Nov. 2007       | Gregor Bialas                           |
| 586        | 35        | Denni – Fremd im eigenen Land                                                           | 6. Nov. 2007       | Gregor Bialas                           |
| 587        | 36        | Mein drittes Leben – Vom Kampf mit dem eigenen Körper                                   | 13. Nov. 2007      | Michael Petsch                          |
| 588        | 37        | Sex mit dem Ex? – Von Trennungen ohne Gewähr                                            | 27. Nov. 2007      | Daniela Agostini                        |
| 589        | 38        | Gefangen im Netz – Jugendliche zwischen Abenteuer und Mediensucht                       | 4. Dez. 2007       | Sybille Smolka                          |
| 590        | 39        | Weiblich, über 50, sucht … – den Mann fürs Leben                                        | 11. Dez. 2007      | Andrea Schramm, Jana Matthes            |

### 2008
| Nr. (ges.) | Nr. (St.) | Originaltitel                                                               | Erstausstrahlung D | Drehbuch                                |
| ---------- | --------- | --------------------------------------------------------------------------- | ------------------ | --------------------------------------- |
| 591        | 1         | Ein Engel für Opa                                                           | 8. Jan. 2008       | Mechthild Gaßner                        |
| 592        | 2         | Das verschenkte Herz – Von Herzempfängern und Spenderfamilien               | 15. Jan. 2008      | Uta Claus                               |
| 593        | 3         | Mein fremdes Kind (2) – Vier Jahre nach der Adoption                        | 5. Feb. 2008       | Dominique Klughammer                    |
| 594        | 4         | Ich kann dich nicht riechen – Wenn Alltagsdüfte krank machen                | 12. Feb. 2008      | Norbert Busè, Kathrin Sonderegger       |
| 595        | 5         | Mein Symptom und ich – Von der Angst, krank zu sein                         | 19. Feb. 2008      | Claudia Willke                          |
| 596        | 6         | Was geschah mit Karolina? – Auf den Spuren einer Kindesmisshandlung         | 11. März 2008      | Manfred Karremann                       |
| 597        | 7         | Mir ging’s mal richtig gut – Von obdachlosen Akademikern                    | 18. März 2008      | Anja Kretschmer                         |
| 598        | 8         | Ich will mein Kind zurück – Eltern von Neonazis zwischen Kampf und Ohnmacht | 25. März 2008      | Klaus Balzer                            |
| 599        | 9         | Mein Schatz, der Heiratsschwindler – Von Betrogenen und ihren Betrügern     | 8. Apr. 2008       | Iris Bettray                            |
| 600        | 10        | Das Mädchen mit den neun Perücken – Wie Sophie den Krebs überwindet         | 15. Apr. 2008      | Michael Petsch                          |
| 601        | 11        | Alarm im Krankenhaus – Pfleger unter Dauerstress                            | 22. Apr. 2008      | Peter Schmidt                           |
| 602        | 12        | Bankrott durch Scheidung                                                    | 6. Mai 2008        | Anne Kauth, Bernd Reufels               |
| 603        | 13        | Trotzdem China! – Im Rollstuhl auf Abenteuerreise                           | 13. Mai 2008       | Helen Wild, Frank Breidert              |
| 604        | 14        | Mamas Affären - Papas Abenteuer – Wenn Eltern fremdgehen                    | 20. Mai 2008       | Iris Pollatschek                        |
| 605        | 15        | Abenteuer Großfamilie (2) – Alleine mit neun Kindern                        | 3. Juni 2008       | Susanne Brand                           |
| 606        | 16        | Der Feind in meinem Kopf – Leben mit Parkinson                              | 24. Juni 2008      | Tina Soliman                            |
| 607        | 17        | Schuften und doch kein Geld                                                 | 9. Juli 2008       | Angelika Wörthmüller, Enrico Demurray   |
| 608        | 18        | Auswandern nach Russland – Mit 86 Schweinen in ein neues Leben              | 15. Juli 2008      | Christian Schulz                        |
| 609        | 19        | Liebe in Gefahr – … wenn die Familie dagegen ist                            | 22. Juli 2008      | Victor Grandits                         |
| 610        | 20        | Absturz von Wolke 7 – Zwischen Liebeskummer und neuer Hoffnung              | 29. Juli 2008      | Andrea Schramm, Jana Matthes            |
| 611        | 21        | Mit 16 in die Ferne                                                         | 5. Aug. 2008       | Bettina Pohlmann                        |
| 612        | 22        | Aus der Traum – Von der Rückkehr in die Heimat                              | 12. Aug. 2008      | Walter Krieg                            |
| 613        | 23        | Süße Mädels - starke Frauen – Ein Stammtisch hält zusammen                  | 19. Aug. 2008      | Sibylle Trost                           |
| 614        | 24        | Leben ohne Mama! – Wie Geschwister sich helfen                              | 26. Aug. 2008      | Daniela Agostini                        |
| 615        | 25        | Fahrerflucht – Ein einziger Augenblick                                      | 2. Sep. 2008       | Walter Harrich, Danuta Harrich-Zandberg |
| 616        | 26        | Schwere Last auf schmalen Schultern – Schüler und ihr harter Alltag         | 30. Sep. 2008      | Tina Radke-Gerlach                      |
| 617        | 27        | Immer am Limit – Lehrer und ihr harter Job                                  | 7. Okt. 2008       | Katharina Gugel, Ulf Eberle             |
| 618        | 28        | Mein geraubtes Kind                                                         | 14. Okt. 2008      | Britta Marks                            |
| 619        | 29        | Plötzlich war ich 100 – Geheimnis eines langen Lebens                       | 21. Okt. 2008      | Hanne Huntemann                         |
| 620        | 30        | Noch eine Chance, Marc!                                                     | 4. Nov. 2008       | Torsten Mehltretter                     |
| 621        | 31        | Verliebt in einen jüngeren Mann                                             | 11. Nov. 2008      | Beate Fichtner-Neumann                  |
| 622        | 32        | Das Geld liegt auf der Straße – Von Pfandflaschen leben                     | 18. Nov. 2008      | Uta Claus                               |
| 623        | 33        | Jung und dick – Wie Kinder ihr Fett wegkriegen                              | 2. Dez. 2008       | Walter Harrich, Danuta Harrich-Zandberg |
| 624        | 34        | Mich gibt es nur mit Kind – Alleinerziehende auf Partnersuche               | 9. Dez. 2008       | Silvia Kaiser                           |

### 2009
| Nr. (ges.) | Nr. (St.) | Originaltitel                                                         | Erstausstrahlung D | Drehbuch                                |
| ---------- | --------- | --------------------------------------------------------------------- | ------------------ | --------------------------------------- |
| 625        | 1         | Wunschkind von der Samenbank                                          | 13. Jan. 2009      | Ulrike Baur                             |
| 626        | 2         | Kuckuckskinder – Auf der Suche nach dem richtigen Vater               | 20. Jan. 2009      | Iris Pollatschek, Jörg Telemann         |
| 627        | 3         | Schwestern für Schweden – Drei Pflegerinnen wandern aus               | 3. Feb. 2009       | Julia Kaulbars, Martin Uhrmeister       |
| 628        | 3         | Erst 17 und schon Vater – Wenn Teenies Kinder kriegen                 | 10. Feb. 2009      | Anette Heinrich                         |
| 629        | 4         | Da hab ich meinen Stolz – Tagelöhner kämpfen ums Überleben            | 24. Feb. 2009      | Peter Schmidt                           |
| 630        | 5         | Frühstart – und plötzlich war das Baby da                             | 3. März 2009       | Manfred Karremann                       |
| 631        | 6         | Mama, das war’s – Wenn Kinder sich von Eltern zurückziehen            | 10. März 2009      | —                                       |
| 632        | 7         | Arbeiten um jeden Preis – Vom harten Alltag der Leiharbeiter          | 17. März 2009      | Caroline Haertel, Mirjana Momirović     |
| 633        | 8         | Leben auf kleinstem Fuß                                               | 31. März 2009      | Uta von Borries, Stephan Rebelein       |
| 634        | 9         | Bin mollig, suche Liebe                                               | 7. Apr. 2009       | Wibke Kämpfer                           |
| 635        | 10        | Generation Porno – Wenn Kinder hartem Sex begegnen                    | 14. Apr. 2009      | Katharina Gugel, Ulf Eberle             |
| 636        | 11        | Leben auf Pump                                                        | 21. Apr. 2009      | Roland May                              |
| 637        | 12        | Bis zur letzten Sekunde – Zwei Menschen kämpfen um ihr Überleben      | 5. Mai 2009        | Wibke Kämpfer                           |
| 638        | 13        | Mein Vater ist ein Penner – Kinder von Obdachlosen                    | 12. Mai 2009       | Silvia Kaiser                           |
| 639        | 14        | Die Fabrik schließt – Und was kommt danach?                           | 19. Mai 2009       | Angelika Wörthmüller, Enrico Demurray   |
| 640        | 15        | Mein neues teures Gesicht                                             | 2. Juni 2009       | Marianne Schaefer-Trench                |
| 641        | 16        | Mein Kind im Vollrausch                                               | 9. Juni 2009       | Ulrike Baur                             |
| 642        | 17        | Traumjob Kassiererin – Vom Lächeln am laufenden Band                  | 16. Juni 2009      | Sibylle Trost                           |
| 643        | 18        | Kleine Haustyrannen – Grenzenlose Kinder                              | 30. Juni 2009      | Katrin Wegner                           |
| 644        | 19        | Halbgötter in Not – Wenn Ärzte Hilfe brauchen                         | 7. Juli 2009       | Victor Grandits                         |
| 645        | 20        | Jung, weiblich, aggressiv – Mädchen schlagen sich durch               | 14. Juli 2009      | Iris Pollatschek                        |
| 646        | 21        | Das muss ich jetzt haben! – Von Menschen mit Kaufsucht                | 21. Juli 2009      | Broka Herrmann                          |
| 647        | 22        | Verliebt, vertraut, verschuldet                                       | 28. Juli 2009      | Anne Kauth, Bernd Reufels               |
| 648        | 23        | Mit 200 Kühen sind sie dabei – Eine Bauernfamilie kämpft um ihren Hof | 4. Aug. 2009       | Michael Schatz                          |
| 649        | 24        | Mama ist anders – Mütter mit geistiger Behinderung                    | 11. Aug. 2009      | Alessandro Nasini, Julia Horn           |
| 650        | 25        | Alles Schrott – Menschen, die vom Trödel leben                        | 18. Aug. 2009      | Sibylle Trost                           |
| 651        | 26        | Nochmal richtig Gas geben – Männer in den Wechseljahren               | 1. Sep. 2009       | Andrea Schramm, Jana Matthes            |
| 652        | 27        | Wo bist du, mein Kind? – Zwangsadoptionen in der DDR                  | 22. Sep. 2009      | Caroline Haertel, Mirjana Momirović     |
| 653        | 28        | Baby in Gefahr – Wenn das Amt die Kinder entzieht                     | 29. Sep. 2009      | Manfred Karremann                       |
| 654        | 29        | Das Jahr der Entscheidung – Wenn Kinder ihr Bestes geben              | 6. Okt. 2009       | Maike Conway                            |
| 655        | 30        | Einsame Klasse! – Zwei Deutsche im britischen Internat                | 13. Okt. 2009      | Thorsten Eppert                         |
| 656        | 31        | Leben im Chaos – Wenn Ordnung keine Chance hat                        | 3. Nov. 2009       | Mechthild Gaßner                        |
| 657        | 32        | Starthilfe ins Leben – Mit der Familienhebamme im Einsatz             | 10. Nov. 2009      | Angela Giunta, Michael Schatz           |
| 658        | 33        | Unterricht am Küchentisch – Wenn die Schulpflicht verweigert wird     | 24. Nov. 2009      | Gregor Bialas                           |
| 659        | 34        | Plötzlich war er da! – Albtraum Geisterfahrer                         | 1. Dez. 2009       | Walter Harrich, Danuta Harrich-Zandberg |
| 660        | 35        | Herbert gegen den Rest der Welt – Ein Landwirt im Dauerstreit         | 8. Dez. 2009       | Claus U. Eckert                         |

### 2010
| Nr. (ges.) | Nr. (St.) | Originaltitel                                                     | Erstausstrahlung D | Drehbuch                            |
| ---------- | --------- | ----------------------------------------------------------------- | ------------------ | ----------------------------------- |
| 661        | 1         | Verdammte Fehlentscheidung! – Wenn im Job alles schief geht       | 5. Jan. 2010       | Dominic Egizzi                      |
| 662        | 2         | Vom Glück, zu sprechen – Hilfe für junge Stotterer                | 12. Jan. 2010      | Florian Beck, Christian Schnelting  |
| 663        | 3         | Aus Liebe zu Dir – Vom Aufbruch in ein neues Leben                | 19. Jan. 2010      | Sibylle Smolka                      |
| 664        | 4         | Mein Kind wird ein Star                                           | 2. Feb. 2010       | Susanne Brand, Heike Nikolaus       |
| 665        | 5         | Jeder Schritt ein Risiko – Als Soldat in Afghanistan              | 2. März 2010       | Klaus Balzer                        |
| 666        | 6         | Wo die starken Kerle wohnen – Kinder versuchen einen Neuanfang    | 9. März 2010       | Katharina Gugel, Ulf Eberle         |
| 667        | 7         | Das Abenteuer meines Lebens – Mit 20 für ein Jahr nach Südafrika  | 23. März 2010      | Martina Nothhorn                    |
| 668        | 8         | Väter wider Willen – … und trotzdem ist es Liebe                  | 30. März 2010      | Chiara Sambuchi                     |
| 669        | 9         | Nicht ohne meinen Bruder – Ein Junge verlässt Afghanistan         | 6. Apr. 2010       | Walter Krieg                        |
| 670        | 10        | Ohne Moos viel los! – Glücklich ohne Geld                         | 20. Apr. 2010      | Marianne Schaefer-Trench            |
| 671        | 11        | Für Mama tue ich alles – Als Kind die Eltern pflegen              | 27. Apr. 2010      | Simone Grabs                        |
| 672        | 12        | Mira, mein Stern                                                  | 4. Mai 2010        | Iris Pollatschek                    |
| 673        | 13        | Traumprinz aus der Ferne                                          | 18. Mai 2010       | Ulrike Baur                         |
| 674        | 14        | Zur Heirat verurteilt                                             | 25. Mai 2010       | Tina Soliman, Torsten Lapp          |
| 675        | 15        | Ich will ein Baby ohne Mann                                       | 13. Juli 2010      | Iris Bettray                        |
| 676        | 16        | Nur das Beste für mein Kind – Karrierestreß schon bei den Kleinen | 20. Juli 2010      | Caroline Haertel, Mirjana Momirović |
| 677        | 17        | Verliebt in die Liebe – Die Schwierigkeit, treu zu sein           | 27. Juli 2010      | Katrin Wegner                       |
| 678        | 18        | Immer am Ball – Mädchen zwischen Träumen und Erfolgsdruck         | 3. Aug. 2010       | Wolfram Christ                      |
| 679        | 19        | Meine Frau zahlt                                                  | 10. Aug. 2010      | Sibylle Trost                       |
| 680        | 20        | Jung und pleite – Wie aus den Schulden raus?                      | 17. Aug. 2010      | Anne Kauth, Bernd Reufels           |
| 681        | 21        | Wenn der Vater mit dem Sohne – Kinder im Familienbetrieb          | 24. Aug. 2010      | Florian Aigner                      |
| 682        | 22        | Riesengroß und klitzeklein – Leben außerhalb der Norm             | 31. Aug. 2010      | Iris Bettray                        |
| 683        | 23        | Eltern für immer – Familien nach der Trennung                     | 14. Sep. 2010      | Silvia Kaiser                       |
| 684        | 24        | Meine Eltern sind bankrott – Wenn Kinder Schulden erben           | 21. Sep. 2010      | Anja Kretschmer, Walter Krieg       |
| 685        | 25        | Fass mich nicht an! – Kontaktverbot zu Kindern                    | 5. Okt. 2010       | Manfred Karremann                   |
| 686        | 26        | Ich bleibe immer positiv! – Starke Frauen mit HIV                 | 26. Okt. 2010      | Annette Heinrich                    |
| 687        | 27        | Die Rebellin vom Schloss – Leas Traum von einer besseren Welt     | 2. Nov. 2010       | Michael Petsch                      |
| 688        | 28        | Erste Liebe - zweites Glück – Wenn Paare sich wiederfinden        | 9. Nov. 2010       | Silvia Schmidt-Kahlert              |
| 689        | 29        | Adrians großer Traum – Ein Junge will Tänzer werden               | 23. Nov. 2010      | Manuel Fenn                         |
| 690        | 30        | Von unten auf die Bühne – Das Wunder vom Straßenchor              | 30. Nov. 2010      | Eckart Schlafmann, Sabine Mierisch  |
| 691        | 31        | Achtung Drillinge! – Leben im Dreierpack                          | 7. Dez. 2010       | Nadja Kölling                       |
| 692        | 32        | Dann musst Du ins Heim! – Wenn Kinder ein neues Zuhause brauchen  | 14. Dez. 2010      | Miriam Pucitta, Michael Chauvistré  |

### 2011
| Nr. (ges.) | Nr. (St.) | Originaltitel                                                          | Erstausstrahlung D | Drehbuch                              |
| ---------- | --------- | ---------------------------------------------------------------------- | ------------------ | ------------------------------------- |
| 693        | 1         | Immer mit Herzblut (1) – Lehrer: mehr als ein Job                      | 11. Jan. 2011      | Robert Wortmann                       |
| 694        | 2         | Immer mit Herzblut (2) – Ärzte: niemals Feierabend                     | 18. Jan. 2011      | Robert Wortmann                       |
| 695        | 3         | Einfach nicht zu bremsen – Mit über 80 noch am Steuer                  | 1. Feb. 2011       | Jean Boué                             |
| 696        | 4         | Sitzenbleiber – Wenn Kinder in der Schule scheitern                    | 8. Feb. 2011       | Tina Radke-Gerlach                    |
| 697        | 5         | Die geplatzte Hochzeit – Notbremse vor dem Altar                       | 1. März 2011       | Iris Pollatschek                      |
| 698        | 6         | Ist mein Kind noch normal? – Familien im Therapiestress                | 8. März 2011       | Katrin Wegner                         |
| 699        | 7         | Großfamilie ahoi! – Mit neun Kindern auf dem Rhein                     | 29. März 2011      | Sibylle Trost                         |
| 700        | 8         | Zeit der Entscheidung – Wenn Jungs erwachsen werden                    | 5. Apr. 2011       | Dominique Klughammer                  |
| 701        | 9         | Die Heimlichtuer – Arbeitslose und ihr Doppelleben                     | 12. Apr. 2011      | Walter Krieg                          |
| 702        | 10        | Pascal allein zu Haus – Wie Kinder für sich selbst sorgen              | 19. Apr. 2011      | Tine Kugler, Günther Kurth            |
| 703        | 11        | Fremd im eigenen Viertel – Deutsche Schüler in der Minderheit          | 26. Apr. 2011      | Peter Schmidt                         |
| 704        | 12        | Schlaflos in Deutschland – Wenn Menschen nicht mehr zur Ruhe kommen    | 10. Mai 2011       | Marc Haenecke, Dominique Klughammer   |
| 705        | 13        | Schwanger - und jetzt? – Ein Kind verändert alles                      | 17. Mai 2011       | Uta Claus                             |
| 706        | 14        | Mein Vater sitzt im Knast – Wenn Strafe auch die Kinder trifft         | 24. Mai 2011       | Clara Walther, Alessandro Nasini      |
| 707        | 15        | Karriere und kein Kuss? – Erfolgreiche Frauen auf Partnersuche         | 31. Mai 2011       | Petra Dorrmann                        |
| 708        | 16        | 400 Kilometer für ein Fohlen – Rettung in letzter Sekunde              | 7. Juni 2011       | Manfred Karremann                     |
| 709        | 17        | Ich ohne Dich – Von Verlust und Neuanfang                              | 14. Juni 2011      | Broka Hermann                         |
| 710        | 18        | Männer unterm Messer – Der schnelle Weg zum Schönsein                  | 21. Juni 2011      | Iris Pollatschek, Jana Schulze        |
| 711        | 19        | Wer macht mir den Hof? – Bäuerinnen auf Partnersuche                   | 28. Juni 2011      | Gesine Müller                         |
| 712        | 20        | In guten wie in schlechten Zeiten – Wenn der Partner Hilfe braucht     | 12. Juli 2011      | Angelika Wörthmüller, Enrico Demurray |
| 713        | 21        | Tierisch verliebt – Von Menschen und ihren Hunden                      | 19. Juli 2011      | Silvia Kaiser                         |
| 714        | 22        | Wer bleibt Millionär? – Der Traum vom großen Geld                      | 26. Juli 2011      | Iris Bettray, Juliane Metten          |
| 715        | 23        | Ich liebe nicht nur einen – Glücklich mit mehreren Partnern            | 2. Aug. 2011       | Andrea Schramm, Jana Matthes          |
| 716        | 24        | Nicht ohne meinen Enkel – Wie Großeltern unter einer Trennung leiden   | 9. Aug. 2011       | Anja Kretschmer                       |
| 717        | 25        | Leben am Limit – Mit Nachtarbeitern unterwegs                          | 23. Aug. 2011      | Klaus Balzer                          |
| 718        | 26        | Rosenkrieg – Wenn Liebe sich in Hass verkehrt                          | 30. Aug. 2011      | Tina Radke-Gerlach, Annette Heinrich  |
| 719        | 27        | Traumfrau für Vater gesucht – Die Kinder entscheiden mit               | 13. Sep. 2011      | Sibylle Trost                         |
| 720        | 28        | Bin ich schön? – Wie das Aussehen unser Leben beeinflusst              | 20. Sep. 2011      | Marianne Schaefer-Trench              |
| 721        | 29        | Prominent - aber pleite – Stars in der Schuldenfalle                   | 4. Okt. 2011       | Anne Kauth, Bernd Reufels             |
| 722        | 30        | Ich mach mein Geld mit Sex! – Mit Abitur zum Erotikjob                 | 11. Okt. 2011      | Susanne Brand                         |
| 723        | 31        | Mein erstes Mal – Eine Liebesnacht fürs Leben                          | 26. Okt. 2011      | Britta Rating, Vanessa Nöcker         |
| 724        | 32        | Ich will’s mal besser haben – Zwei Kinder kämpfen um ein anderes Leben | 22. Nov. 2011      | Caroline Haertel, Mirjana Momirović   |
| 725        | 33        | Nur kein Gramm zu viel – Wenn Kinder nichts mehr essen wollen          | 29. Nov. 2011      | Maike Conway                          |
| 726        | 34        | Rufmord im Internet – Cybermobbing unter Schülern                      | 6. Dez. 2011       | Katrin Wegner                         |
| 727        | 35        | Schon wieder kein Sex? – Paare zwischen Liebe und Alltag               | 20. Dez. 2011      | Meike Materne                         |

### 2012
| Nr. (ges.) | Nr. (St.) | Originaltitel                                                                 | Erstausstrahlung D | Drehbuch                                |
| ---------- | --------- | ----------------------------------------------------------------------------- | ------------------ | --------------------------------------- |
| 728        | 1         | Neustart: Au-Pair-Oma aus Germany                                             | 10. Jan. 2012      | Gesine Müller                           |
| 729        | 2         | Neustart: Befreit von aller Schuld                                            | 17. Jan. 2012      | Annette Heinrich                        |
| 730        | 3         | Neustart: Elternglück 40plus                                                  | 24. Jan. 2012      | Iris Pollatschek                        |
| 731        | 4         | Rudi Assauer – Ich will mich nicht vergessen                                  | 7. Feb. 2012       | Stephanie Schmidt                       |
| 732        | 5         | Letzte Chance „Idiotentest“ – Der Weg zurück zum Führerschein                 | 21. Feb. 2012      | J. Michael Schumacher                   |
| 733        | 6         | Endlich aufatmen – Mit 20 eine neue Lunge                                     | 6. März 2012       | Ulrike Baur                             |
| 734        | 7         | Gekaufte Kinder – Sex für eine Handvoll Reis                                  | 13. März 2012      | Manfred Karremann                       |
| 735        | 8         | Abgetaucht – Wenn Menschen den Kontakt abbrechen                              | 3. Apr. 2012       | Tina Soliman, Torsten Lapp              |
| 736        | 9         | Kreuzfahrt ins Eheglück – Exotische Liebe mit Hindernissen                    | 10. Apr. 2012      | Gesine Müller                           |
| 737        | 10        | Zum Leben zu wenig – Wenn die Rente nicht mehr reicht                         | 17. Apr. 2012      | Ravi Karmalker, Alessandro Nasini       |
| 738        | 11        | Mein Traum vom Superstar – Die Generation Casting                             | 8. Mai 2012        | Tim Gorbauch                            |
| 739        | 12        | Der Kampf um das Erbe – Das unerwartete Vermächtnis                           | 15. Mai 2012       | Angelika Wörthmüller, Enrico Demurray   |
| 740        | 13        | Suche Traumfrau – Männer auf der Jagd nach Liebe                              | 22. Mai 2012       | Iris Bettray                            |
| 741        | 14        | Unschuldig hinter Gittern – Wie die Haft alles verändert                      | 29. Mai 2012       | Anja Kretschmer                         |
| 742        | 15        | Mensch Gottfried – Ein Aussteiger in Deutschland                              | 26. Juni 2012      | Gregor Bialas                           |
| 743        | 16        | Mein verrücktes Leben – Von starken Kindern und kranken Müttern               | 3. Juli 2012       | Caroline Haertel, Mirjana Momirović     |
| 744        | 17        | Wäre cool, wenn sie ein Engel wird! – 5 Jahre mit Moritz und seiner Schwester | 10. Juli 2012      | Simone Grabs                            |
| 745        | 18        | Rennen statt Schlemmen – Der Kampf gegen den Zucker                           | 17. Juli 2012      | Iris Pollatschek                        |
| 746        | 19        | Mann bin ich schön – Männermodels auf dem Catwalk                             | 24. Juli 2012      | Maike Conway                            |
| 747        | 20        | Mein Dorf gegen mich! – Allein im Dauerstreit mit allen                       | 14. Aug. 2012      | Claus Eckert                            |
| 748        | 21        | Wenn Frauen klauen                                                            | 28. Aug. 2012      | Silvia Kaiser                           |
| 749        | 22        | Leben im Schleudergang – Arm und reich im Waschsalon                          | 4. Sep. 2012       | Sibylle Trost                           |
| 750        | 23        | Abschied für immer – Wenn die Eltern sterben                                  | 18. Sep. 2012      | Manuel Fenn                             |
| 751        | 24        | Schätze aus der Tonne – Von Schrottladys und Mülltauchern                     | 25. Sep. 2012      | Tine Kugler, Günther Kurth              |
| 752        | 25        | Wo ist Franziska? – Ein Vater sucht seine Tochter                             | 2. Okt. 2012       | Britta Marks, Bea Schallenberg          |
| 753        | 26        | Jungs unter Strom (1) – Mit Volldampf durch die Pubertät                      | 23. Okt. 2012      | Katharina Gugel, Ulf Eberle             |
| 754        | 27        | Jungs unter Strom (2) – Mit Volldampf durch die Pubertät                      | 30. Okt. 2012      | Katharina Gugel, Ulf Eberle             |
| 755        | 28        | Auf der Achterbahn der Gefühle – Leben als Geliebte                           | 6. Nov. 2012       | Marina Fuhr                             |
| 756        | 29        | Du bist mein Ein und Alles – Pflege zwischen Liebe und Bankrott               | 20. Nov. 2012      | Bodo Witzke                             |
| 757        | 30        | Mein Job ist Sex – Familiengeheimnis Prostitution                             | 27. Nov. 2012      | Gesine Müller, Robert Wortmann          |
| 758        | 31        | Ziemlich beste Freunde – Was im Leben wirklich zählt                          | 4. Dez. 2012       | Walter Harrich, Danuta Harrich-Zandberg |
| 759        | 32        | Abgestürzt – Promis zurück ins Rampenlicht                                    | 11. Dez. 2012      | Anne Kauth, Bernd Reufels               |

### 2013
| Nr. (ges.) | Nr. (St.) | Originaltitel                                                            | Erstausstrahlung D | Drehbuch                              |
| ---------- | --------- | ------------------------------------------------------------------------ | ------------------ | ------------------------------------- |
| 760        | 1         | Die Liebesprobe – Paare auf dem Prüfstand                                | 8. Jan. 2013       | Tina Radke-Gerlach                    |
| 761        | 2         | Ich will einen Mann! – Mütter auf Partnersuche                           | 15. Jan. 2013      | Iris Bettray, Juliane Metten          |
| 762        | 3         | Ich lass mich nicht vertreiben! – Standhalten gegen rechte Gewalt        | 12. Feb. 2013      | Klaus Balzer                          |
| 763        | 4         | Mein Vater ist jetzt eine Frau – Transsexuelle und ihre Kinder           | 19. Feb. 2013      | Ulrike Baur                           |
| 764        | 5         | Sitzengelassen! – Neustart als Single                                    | 5. März 2013       | Gesine Müller                         |
| 765        | 6         | Die Angst fährt mit – Wenn das Auto zum Feind wird                       | 12. März 2013      | Iris Pollatschek                      |
| 766        | 7         | Nicht ohne meine Mutter – Wenn die erste Liebe fehlt                     | 19. März 2013      | Manfred Karremann                     |
| 767        | 8         | Mein Sohn, der Mörder – Eltern zwischen Liebe und Entsetzen              | 2. Apr. 2013       | Gabriele Jenk                         |
| 768        | 9         | Liebespflicht – Wenn die Eltern uns brauchen                             | 9. Apr. 2013       | Roland May                            |
| 769        | 10        | Rebellion im Kinderzimmer                                                | 16. Apr. 2013      | Marianne Trench                       |
| 770        | 11        | Ein Koffer Leben – Wenn Menschen der Arbeit hinterher reisen             | 23. Apr. 2013      | Walter Krieg                          |
| 771        | 12        | Mein wildes Herz (1) – Ticket ins Liebesglück                            | 7. Mai 2013        | Jana Matthes, Andrea Schramm          |
| 772        | 13        | Mein wildes Herz (2) – Der könnte ihr Sohn sein                          | 14. Mai 2013       | Iris Bettray                          |
| 773        | 14        | Mein wildes Herz (3) – Brennende Eifersucht                              | 21. Mai 2013       | Annette Heinrich                      |
| 774        | 15        | Mein berühmtes Gesicht – Leben als Double                                | 4. Juni 2013       | Jens Monath, Heike Schmidt            |
| 775        | 16        | Vergewaltigt – Frauen brechen das Schweigen                              | 11. Juni 2013      | Daniela Agostini                      |
| 776        | 17        | Im Osten billiger – Zur Pflege ins polnische Altersheim                  | 18. Juni 2013      | Anja Kretschmer                       |
| 777        | 18        | Keinen Tropfen mehr – Leben ohne Alkohol                                 | 2. Juli 2013       | Maike Conway                          |
| 778        | 19        | Ein Job ist nicht genug – Arbeiten bis zum Umfallen                      | 9. Juli 2013       | Angelika Wörthmüller, Enrico Demurray |
| 779        | 20        | Eine für alle – Frauen zwischen Kindererziehung und Elternpflege         | 16. Juli 2013      | Caroline Haertel, Mirjana Momirović   |
| 780        | 21        | Sag bitte ja! – Der Antrag meines Lebens                                 | 23. Juli 2013      | Meike Materne                         |
| 781        | 22        | Ein Leben lang vermisst – Wer ist meine Mutter? Wo ist mein Kind?        | 30. Juli 2013      | Martina Morawietz                     |
| 782        | 23        | 20-40-60 – Unser Leben (1) – Auf dem Sprung                              | 6. Aug. 2013       | Dominique Klughammer                  |
| 783        | 24        | 20-40-60 – Unser Leben (2) – Zwischenbilanz                              | 8. Aug. 2013       | Dominique Klughammer                  |
| 784        | 25        | 20-40-60 – Unser Leben (3) – Neustart oder Lebensabend                   | 13. Aug. 2013      | Dominique Klughammer                  |
| 785        | 26        | Alter schützt vor Liebe nicht – Neustart mit 50plus                      | 20. Aug. 2013      | Simone Grabs                          |
| 786        | 27        | Dianas letzte Spur – Eine Mutter sucht ihre Tochter                      | 3. Sep. 2013       | Thomas Fischer                        |
| 787        | 28        | Neue Nase mit 14 – Mädchen und ihr Traum von Schönheit                   | 10. Sep. 2013      | Katrin Wegner                         |
| 788        | 29        | Die Verkaufskanone – Powerfrauen im Außendienst                          | 17. Sep. 2013      | Jean Boué                             |
| 789        | 30        | Endstation Pleite? – Vom Kampf gegen die Schulden                        | 24. Sep. 2013      | Anne Kauth                            |
| 790        | 31        | Gift auf unserer Haut – Leder und Pelze für Deutschland                  | 8. Okt. 2013       | Manfred Karremann                     |
| 791        | 32        | Hilfe, ich bekomme ein Baby – Männer im Kreißsaal                        | 22. Okt. 2013      | Iris Bettray                          |
| 792        | 33        | Herr Eke möchte bleiben – Hier geboren und nur geduldet                  | 29. Okt. 2013      | Carmen Eckhardt                       |
| 793        | 34        | Alpfieber – Der Traum vom einfachen Leben                                | 5. Nov. 2013       | Tine Kugler, Günther Kurth            |
| 794        | 35        | Gute Jahre - schlechte Jahre – Schauspieler zwischen Karriere und Krisen | 12. Nov. 2013      | Meike Materne                         |
| 795        | 36        | Samuel Koch – Das zweite Leben                                           | 26. Nov. 2013      | Doro Plutte                           |
| 796        | 37        | Drei Kinder und vierzig Kühe – Unser Schwarzwaldhof                      | 3. Dez. 2013       | Ulrike Baur                           |
| 797        | 38        | Ins Netz gegangen – Partnersuche per Mausklick                           | 10. Dez. 2013      | Iris Pollatschek, Anna Fein           |
| 798        | 39        | Ohne Geld kleine Welt – Kinder im sozialen Abseits                       | 17. Dez. 2013      | Ravi Karmalker                        |

### 2014
| Nr. (ges.) | Nr. (St.) | Originaltitel                                                                 | Erstausstrahlung D | Drehbuch                              |
| ---------- | --------- | ----------------------------------------------------------------------------- | ------------------ | ------------------------------------- |
| 799        | 1         | Schüler in der Leistungsfalle – Durchgeplant und ausgebrannt                  | 14. Jan. 2014      | Katrin Wegner                         |
| 800        | 2         | Augen zu und durch – Warum ich alles anders sehe                              | 21. Jan. 2014      | Anabel Münstermann                    |
| 801        | 3         | Wenn ich will, kann ich weg! – Von Menschen, die im Camper leben              | 28. Jan. 2014      | Michael Petsch                        |
| 802        | 4         | 100 ist doch kein Alter!                                                      | 11. Feb. 2014      | Doro Plutte                           |
| 803        | 5         | Einsame Spitze – Superfrauen zwischen Kinder und Karriere                     | 4. März 2014       | Ninette Kraunus                       |
| 804        | 6         | Eltern alleine zu Hause – Wenn die Kinder flügge werden                       | 18. März 2014      | Florian Aigner                        |
| 805        | 7         | Mein Mann ist kein Mörder                                                     | 25. März 2014      | Eva Schiller                          |
| 806        | 8         | Außer Kontrolle – Leben mit Parkinson                                         | 1. Apr. 2014       | Annette Baumeister                    |
| 807        | 9         | Meine, deine, unsere Kinder – Herausforderung Patchworkfamilie                | 8. Apr. 2014       | Anja Kretschmer                       |
| 808        | 10        | Wir müssen schließen – Vom Kampf der kleinen Läden                            | 15. Apr. 2014      | Anne Kauth                            |
| 809        | 11        | Unter Verdacht – Gerichtsmediziner auf Spurensuche                            | 22. Apr. 2014      | Manfred Karremann                     |
| 810        | 12        | Im Einsatz für Kinder – Gerichtsmediziner auf Spurensuche                     | 6. Mai 2014        | Manfred Karremann                     |
| 811        | 13        | Ich will trotzdem Vater sein! – Männer nach der Trennung                      | 20. Mai 2014       | Ulrike Schenk                         |
| 812        | 13        | Die Liebesformel – Alte Paare und das Geheimnis ihres Glücks                  | 3. Juni 2014       | Anabel Münstermann                    |
| 813        | 14        | Die Liebe und das liebe Geld – Paare auf dem Prüfstand                        | 10. Juni 2014      | Tina Radke-Gerlach                    |
| 814        | 15        | Landarzt mit Leib und Seele                                                   | 15. Juli 2014      | Veit Bentlage                         |
| 815        | 16        | Lieber jetzt als nie! – Trennung nach Jahrzehnten                             | 22. Juli 2014      | Iris Pollatschek                      |
| 816        | 17        | Wie wir uns trauen! – Heiraten in drei Kulturen                               | 29. Juli 2014      | Aljoscha Hofmann                      |
| 817        | 18        | Du musst kämpfen, Johnny! – Ein Jahr auf Leben und Tod                        | 5. Aug. 2014       | Eva Schötteldreier                    |
| 818        | 19        | Schlaue Jungs in Not – Zwischen Schulstress und Pubertät                      | 26. Aug. 2014      | Katrin Wegner                         |
| 819        | 20        | Ein radikaler Schnitt – Überleben mit dem Brustkrebs-Gen                      | 2. Sep. 2014       | Ulrike Baur                           |
| 820        | 21        | Ein Engel aus Polen – Wenn alte Menschen Hilfe brauchen                       | 9. Sep. 2014       | Gesine Müller                         |
| 821        | 22        | Mannsbilder – Was Väter und Söhne verbindet                                   | 16. Sep. 2014      | Caroline Haertel, Mirjana Momirović   |
| 822        | 23        | Ich lass Dich nicht allein – Wenn Männer pflegen                              | 30. Sep. 2014      | Angelika Wörthmüller, Enrico Demurray |
| 823        | 24        | Unser ziemlich bestes Leben                                                   | 7. Okt. 2014       | Michael Petsch                        |
| 824        | 25        | Unser täglich Tier – Mehr. Schneller. Billiger.                               | 21. Okt. 2014      | Manfred Karremann                     |
| 825        | 26        | Am falschen Ort zur falschen Zeit – Straßenkreuze und die Schicksale dahinter | 4. Nov. 2014       | Walter Krieg                          |
| 826        | 27        | jung.verliebt – Teenager und die großen Gefühle                               | 25. Nov. 2014      | Marianne Schäfer-Trench               |
| 827        | 28        | jung.erfolgreich – Neue Macher und das wilde Leben                            | 2. Dez. 2014       | Doro Plutte                           |
| 828        | 29        | jung.radikal – Mit Leidenschaft für eine bessere Welt                         | 9. Dez. 2014       | Ravi Karmalker, Florian von Stetten   |

### 2015
| Nr. (ges.) | Nr. (St.) | Originaltitel                                                            | Erstausstrahlung D | Drehbuch                                |
| ---------- | --------- | ------------------------------------------------------------------------ | ------------------ | --------------------------------------- |
| 829        | 1         | Hüftschwung bis zum Schluss – Wie Golden Girls das Leben rocken          | 13. Jan. 2015      | Claudia Laszczak, Marion Hütter         |
| 830        | 2         | Liebe kennt kein Metermaß – Von großen Frauen und kleinen Männern        | 20. Jan. 2015      | J. Michael Schumacher                   |
| 831        | 3         | Einmal noch die große Liebe – Langzeitsingles auf der Suche              | 10. Feb. 2015      | Iris Bettray, Juliane Metten            |
| 832        | 4         | Schlaflos durchs erste Jahr – Das Abenteuer, Eltern zu werden            | 17. Feb. 2015      | Iris Bettray                            |
| 833        | 5         | Ottfried Fischer und sein Freund Parkinson – Start in ein neues Leben    | 24. Feb. 2015      | Andrea Schramm, Jana Matthes            |
| 834        | 6         | So lange Du da bist – Wenn Kinder kranke Eltern haben                    | 3. März 2015       | Mechthild Gaßner                        |
| 835        | 7         | Willkommen in Deutschland – Ein Dorf und seine Flüchtlinge               | 10. März 2015      | Tine Kugler, Günther Kurth              |
| 836        | 8         | Mord im Paradies – Wenn die Traumreise zum Albtraum wird                 | 17. März 2015      | Martina Nothhorn                        |
| 837        | 9         | Schöner Mist! – Der Traum vom eigenen Bauernhof                          | 31. März 2015      | Iris Bettray                            |
| 838        | 10        | Viel Dreck, wenig Geld – Putzen ohne Mindestlohn                         | 14. Apr. 2015      | Angelika Worthmüller, Enrico Demurray   |
| 839        | 11        | Tatort: Alltag – Mit Polizisten unterwegs                                | 5. Mai 2015        | Anja Kretschmer                         |
| 840        | 12        | Pflege im Akkord – Zwischen Zeitdruck und Zuwendung                      | 19. Mai 2015       | Iris Pollatschek                        |
| 841        | 13        | Eltern auf Zeit – Wenn fremde Kinder Hilfe brauchen                      | 2. Juni 2015       | Anabel Münstermann                      |
| 842        | 14        | Scheidung vom Kind – Väter nach der Trennung                             | 9. Juni 2015       | Katrin Wegner                           |
| 843        | 15        | Der könnte doch Dein Opa sein! – Späte Väter                             | 16. Juni 2015      | Meike Materne                           |
| 844        | 16        | Wir gehören zusammen! – Leben mit meinem behinderten Bruder              | 30. Juni 2015      | Catherina Woj                           |
| 845        | 17        | Im Bannkreis der Erwählten – Sektenaussteiger und ihre Erfahrungen       | 7. Juli 2015       | Broka Hermann                           |
| 846        | 18        | Schuften bis zum Schluss – Arme Rentner im reichen Deutschland           | 14. Juli 2015      | Angelika Wörthmüller, Enrico Demurray   |
| 847        | 19        | Süße Welpen suchen ein Zuhause                                           | 21. Juli 2015      | Manfred Karremann                       |
| 848        | 20        | Die Pflege macht uns arm! – Wenn Angehörige zuhause betreut werden       | 28. Juli 2015      | Anne Kauth, Bernd Reufels               |
| 849        | 21        | Lehrer über Nacht – Quereinsteiger im Klassenzimmer                      | 25. Aug. 2015      | Johannes Nichelmann, Katharina Herrmann |
| 850        | 22        | Mama, warum hast du das getan? – Wenn ein Mord die Kindheit zerstört     | 1. Sep. 2015       | Anna Grün                               |
| 851        | 23        | Barbaras letzte Reise                                                    | 8. Sep. 2015       | Gesine Müller                           |
| 852        | 24        | Letzte Chance Zirkus – Von der Straße in die Manege                      | 15. Sep. 2015      | Claudia Spoden                          |
| 853        | 25        | Gesichter der Armut – Leben mit ein paar Cent                            | 29. Sep. 2015      | Manfred Karremann                       |
| 854        | 26        | Ich lass’ die Sau raus – Biohof statt Agrarfabrik                        | 6. Okt. 2015       | Ulrike Baur                             |
| 855        | 27        | Hilfe, wohin mit unserem Kind? – Der Kraftakt zwischen Familie und Beruf | 13. Okt. 2015      | Meike Materne                           |
| 856        | 28        | Zickenalarm!! (1) – Mädchen in der Pubertät                              | 27. Okt. 2015      | Katharina Gugel, Ulf Eberle             |
| 857        | 29        | Zickenalarm!! (2) – Mädchen in der Pubertät                              | 3. Nov. 2015       | Katharina Gugel, Ulf Eberle             |
| 858        | 30        | Was am Ende wirklich zählt                                               | 24. Nov. 2015      | Tina Soliman                            |
| 859        | 31        | Niemand darf es wissen – Corinne und ihr Geheimnis                       | 1. Dez. 2015       | Maike Conway                            |
| 860        | 32        | Araber im Allgäu – Wie Flüchtlinge heimisch werden                       | 15. Dez. 2015      | Tine Kugler, Günther Kurth              |

### 2016
| Nr. (ges.) | Nr. (St.) | Originaltitel                                                         | Erstausstrahlung D | Drehbuch                              |
| ---------- | --------- | --------------------------------------------------------------------- | ------------------ | ------------------------------------- |
| 861        | 1         | Dorf des Vergessens – Selbstbestimmt leben mit Demenz                 | 12. Jan. 2016      | Andrea Schramm, Jana Matthes          |
| 862        | 2         | Kein Smalltalk, keine Lügen – Leben mit Autismus                      | 19. Jan. 2016      | Daniela Agostini                      |
| 863        | 3         | Und das nennst du Erziehung! – Wenn Eltern sich nicht einig sind      | 26. Jan. 2016      | Tina Radke-Gerlach                    |
| 864        | 4         | Wirklich beste Freunde – Eine Clique fürs Leben                       | 2. Feb. 2016       | Simone Grabs                          |
| 865        | 5         | Sugardaddy – Suche Jugend - biete Geld                                | 9. Feb. 2016       | Daniel Harrich-Zandberg               |
| 866        | 6         | Ohne Eltern im fremden Land – Jugendliche auf der Flucht              | 16. Feb. 2016      | Ulrike Schenk                         |
| 867        | 7         | Du tickst genau wie ich – Beste Freundinnen                           | 1. März 2016       | Iris Pollatschek                      |
| 868        | 8         | Ich war mal wer – Jan Ullrich und Paulus Neef                         | 8. März 2016       | Annette Heinrich                      |
| 869        | 9         | Wenn das Leben aus dem Ruder läuft – Gesetzliche Betreuer im Einsatz  | 15. März 2016      | Jana Lindner                          |
| 870        | 10        | Raus aus der Tretmühle – Auszeit vom Job                              | 12. Apr. 2016      | Marianne Schäfer-Trench               |
| 871        | 11        | Ich war es nicht! – Zwei Urteile und viele Zweifel                    | 10. Mai 2016       | Gunther Scholz                        |
| 872        | 12        | Eine verhängnisvolle Nacht – Gefangen in New York                     | 17. Mai 2016       | Daniel Harrich                        |
| 873        | 13        | Nur eine falsche Bewegung – Wenn ein Unfall das ganze Leben verändert | 31. Mai 2016       | Frank Eggers                          |
| 874        | 14        | Das Zimmer meines Bruders – Wenn Geschwister trauern                  | 7. Juni 2016       | Caroline Haertel, Mirjana Momirović   |
| 875        | 15        | Chronisch überlastet – Notfallmediziner im Dauerstress                | 28. Juni 2016      | Iris Bettray                          |
| 876        | 16        | 22qm Deutschland – Leben auf kleinstem Raum                           | 5. Juli 2016       | Nathalie Suthor                       |
| 877        | 17        | 40 Stunden schaff’ ich nicht – Wenn die Leistung nicht mehr reicht    | 12. Juli 2016      | Angelika Wörthmüller, Enrico Demurray |
| 878        | 18        | Wenn die Liebe ertrinkt – Mein Mann, der Alkohol und ich              | 19. Juli 2016      | Martin Buchholz                       |
| 879        | 19        | Albtraum Traumjob – Durchhalten oder neu anfangen?                    | 26. Juli 2016      | Doro Plutte                           |
| 880        | 20        | Mit den Waffen einer Frau – Polizistinnen im Einsatz                  | 2. Aug. 2016       | Meike Materne                         |
| 881        | 21        | Plötzlich im Flutlicht – Vom Leben als Spielerfrau                    | 23. Aug. 2016      | Ursula Hochreiter                     |
| 882        | 22        | Vom Mörder zum Helfer – Ein Leben mit Umwegen                         | 30. Aug. 2016      | Birthe Jessen                         |
| 883        | 23        | Zu Fuß und ohne Geld – Ein Jahr durch Deutschland                     | 13. Sep. 2016      | Tanja von Ungern-Sternberg            |
| 884        | 24        | Ohne mein Kind – Mütter verlassen ihre Familie                        | 20. Sep. 2016      | Katrin Wegner                         |
| 885        | 25        | Verlorene Söhne – IS-Terror in deutschen Familien                     | 27. Sep. 2016      | Broka Herrmann                        |
| 886        | 26        | Mutter, Mutter, Vater, Kind – Elternglück für Lesben und Schwule      | 18. Okt. 2016      | Frauke Siebold                        |
| 887        | 27        | Fremde in meinem Haus – Flüchtlinge mit Familienanschluss             | 25. Okt. 2016      | Ulrike Baur                           |
| 888        | 28        | Goldkinder – Der Konflikt um wertvolle Mineralien                     | 8. Nov. 2016       | Manfred Karremann                     |
| 889        | 29        | Viel mehr als Traurigkeit – Wenn Menschen depressiv werden            | 22. Nov. 2016      | Wibke Kämpfer                         |
| 890        | 30        | Die Lüge meines Lebens – Wie Analphabeten sich durchschlagen          | 29. Nov. 2016      | Anabel Münstermann                    |
| 891        | 31        | Mein täglich Brot! – Bäcker und Bauern kämpfen um ihre Existenz       | 13. Dez. 2016      | Annette Schreier                      |

### 2017
| Nr. (ges.) | Nr. (St.) | Originaltitel                                                        | Erstausstrahlung D | Drehbuch                              |
| ---------- | --------- | -------------------------------------------------------------------- | ------------------ | ------------------------------------- |
| 892        | 1         | 20 40 60 - Unser Leben! – Die Zwanziger: Aufbruch!                   | 3. Jan. 2017       | Dominique Klughammer                  |
| 893        | 2         | 20 40 60 - Unser Leben! – Die Vierziger: Zwischenbilanz!             | 10. Jan. 2017      | Dominique Klughammer                  |
| 894        | 3         | 20 40 60 - Unser Leben! – Die Sechziger: Lebensabend oder Neustart?  | 17. Jan. 2017      | Dominique Klughammer                  |
| 895        | 4         | Ich sterbe, wie ich will – Entscheidung am Ende des Lebens           | 24. Jan. 2017      | Yves Schurzmann                       |
| 896        | 5         | So wie du bist – Kinder von Eltern mit Behinderungen                 | 31. Jan. 2017      | Roland May                            |
| 897        | 6         | Liebesgrüße aus Russland – Eine Braut aus dem Katalog                | 14. Feb. 2017      | Claus U. Eckert                       |
| 898        | 7         | Die Reise meines Lebens – Ruby sucht nach ihrer Mutter               | 21. Feb. 2017      | Tina Radke-Gerlach                    |
| 899        | 8         | Das große Vergessen – Demenz bei jungen Menschen                     | 28. Feb. 2017      | Walter Krieg                          |
| 900        | 9         | Das Beste für mein Kind – Mütter geben ihr Baby zur Adoption frei    | 14. März 2017      | Katrin Wegner                         |
| 901        | 10        | Frauen im Knast – Zwischen Hoffnung und Koller                       | 21. März 2017      | Ulrike Schenk, Frauke Siebold         |
| 902        | 11        | Shalom, Salam, Halleluja – Drei auf ihrem Weg zu Gott                | 28. März 2017      | Aljoscha Hofmann                      |
| 903        | 12        | Helfen ist die halbe Miete – Studenten ziehen zu Senioren            | 11. Apr. 2017      | Florian Hartung                       |
| 904        | 13        | Wir holen dich da raus – Hilfe für Kinder in Not                     | 18. Apr. 2017      | Jasper Engel                          |
| 905        | 14        | Der Bürgermeistermacher – Wahlkampf in der Provinz                   | 9. Mai 2017        | Klaus Stern                           |
| 906        | 17        | Schulden, Pleite, Insolvenz – Wie Profis helfen                      | 23. Mai 2017       | Anne Kauth                            |
| 907        | 18        | Urlaub im Slum – Eine deutsche Kinderärztin in Indien                | 30. Mai 2017       | Daniel Harrich                        |
| 908        | 19        | Wo Armut Alltag ist – Leben in Bremerhaven-Lehe                      | 13. Juni 2017      | Gregor Eppinger                       |
| 909        | 20        | Betrug im weißen Kittel – Die vielen Lügen der Alexandra B.          | 20. Juni 2017      | Angelika Wörthmüller, Enrico Demurray |
| 910        | 21        | Rettung in letzter Sekunde – Titus’ gefährliche Mission              | 27. Juni 2017      | Nathalie Suthor                       |
| 911        | 22        | Sarah und ihr fremdes Herz                                           | 4. Juli 2017       | Heike Kruse                           |
| 912        | 23        | Nichts zu holen – Gerichtsvollzieher zwischen Gesetz und Mitgefühl   | 11. Juli 2017      | Manfred Karremann                     |
| 913        | 24        | Was ich kann, will keiner wissen – 50 plus und arbeitslos            | 18. Juli 2017      | Manuel Fenn                           |
| 914        | 25        | Das Leben ist kostbar – Ein Rechtsmediziner und seine Arbeit         | 1. Aug. 2017       | Manfred Karremann                     |
| 915        | 26        | Rentnerglück am Goldstrand – Im Alter nach Bulgarien                 | 22. Aug. 2017      | Sibylle Smolka                        |
| 916        | 27        | Schwarze Haut – deutscher Pass                                       | 29. Aug. 2017      | Jana Lindner                          |
| 917        | 28        | Gestohlenes Vertrauen – Mit dem Einbruch kommt die Angst             | 5. Sep. 2017       | Anja Kretschmer                       |
| 918        | 29        | Zu schnell in den Tod – Kampf gegen illegale Autorennen              | 12. Sep. 2017      | Jule Sommer, Udo Kilimann             |
| 919        | 30        | Wettlauf mit der Zeit – Lebensretter im Einsatz                      | 26. Sep. 2017      | Petra Cyrus                           |
| 920        | 31        | Feierabend, Bauer! – Generationswechsel auf alten Höfen              | 10. Okt. 2017      | Ulrike Baur                           |
| 921        | 32        | Die Wahrheit und ihr Preis – Whistleblower packen aus                | 24. Okt. 2017      | Daniel Harrich                        |
| 922        | 33        | Geheimsache Tiertransporte – Wenn Gesetze nicht schützen             | 21. Nov. 2017      | Manfred Karremann                     |
| 923        | 34        | Zu teuer, zu klein, schon weg – Wenn Wohnungssuche zum Albtraum wird | 28. Nov. 2017      | Almut Faass                           |
| 924        | 35        | Gefangen im Glücksrausch – Crystal Meth - die unterschätzte Droge    | 12. Dez. 2017      | Volker Schmidt-Sondermann             |

### 2018
| Nr. (ges.) | Nr. (St.) | Originaltitel                                                                      | Erstausstrahlung D | Drehbuch                                   |
| ---------- | --------- | ---------------------------------------------------------------------------------- | ------------------ | ------------------------------------------ |
| 925        | 1         | Mehr als satt und sauber – Alte Menschen und ihre Pfleger                          | 9. Jan. 2018       | Anabel Münstermann                         |
| 926        | 2         | Dich schickt der Himmel! – Helfer für Familien in Not                              | 23. Jan. 2018      | Thorsten Poppe                             |
| 927        | 3         | Das dunkle Geheimnis – Missbrauch in der Familie                                   | 30. Jan. 2018      | Mechthild Gaßner                           |
| 928        | 4         | Zwei Bayern und 40.000 Bienen – Leben für ein Paradies in Portugal                 | 6. Feb. 2018       | Michael Petsch                             |
| 929        | 5         | Im Kaufrausch – Süchtig nach Konsum                                                | 13. Feb. 2018      | Ann-Kristin Danzenbächer, Florian Hellwig  |
| 930        | 6         | Erst die Kinder, dann ich – Alleinerziehende am Limit                              | 13. März 2018      | Katrin Wegner                              |
| 931        | 7         | Die Dreckwegmacher – Knochenjob Müllabfuhr                                         | 20. März 2018      | Tina Radke-Gerlach                         |
| 932        | 8         | Nach dem Anschlag – Terroropfer auf ihrem Weg zurück ins Leben                     | 10. Apr. 2018      | Sibylle Bassler                            |
| 933        | 9         | Neue Heimat Mallorca – Geplatzte Träume im Urlaubsparadies                         | 8. Mai 2018        | Iris Bettray                               |
| 934        | 10        | K.o. getropft – Leben nach dem Filmriss                                            | 15. Mai 2018       | Annette Heinrich                           |
| 935        | 11        | Kampf um jeden Atemzug – Wie Eltern ihr Kind retten wollen                         | 29. Mai 2018       | Ann Heigl                                  |
| 936        | 12        | Was bin ich ohne dich? – Wie Angehörige den Suizid überleben                       | 5. Juni 2018       | Caroline Haertel                           |
| 937        | 13        | Mein Haus zieht mit – Abenteuer Hausboot, Camper, Tiny House                       | 12. Juni 2018      | Doro Plutte                                |
| 938        | 14        | Einsatz im Wüstensand – Ein Soldat auf Friedensmission                             | 26. Juni 2018      | Daniel Moj, Jörg Stolpe                    |
| 939        | 15        | Nur keine Panik! – Leben mit Angststörungen                                        | 17. Juli 2018      | Broka Herrmann                             |
| 940        | 16        | Vorwärts ins Leben – Auf dem Weg mit Samuel Koch                                   | 24. Juli 2018      | Doro Plutte                                |
| 941        | 17        | Im Ruhestand am Nordseestrand – Alt werden auf Baltrum                             | 31. Juli 2018      | Johann Ahrends                             |
| 942        | 18        | Hier ist noch lange nicht Schluss – Der Kampf gegen das Dorfsterben                | 7. Aug. 2018       | Daniela Agostini                           |
| 943        | 19        | Sag mir, wo die Frauen sind – Single-Männer in Ostdeutschland                      | 14. Aug. 2018      | Sibylle Smolka                             |
| 944        | 20        | Die Schicksalswender – Unterwegs mit Sozialarbeitern                               | 21. Aug. 2018      | Daniela Hoyer                              |
| 945        | 21        | Die Berührerin – Sex für Menschen mit Behinderungen                                | 28. Aug. 2018      | Julia Knopp, Max Damm                      |
| 946        | 22        | Eltern verzweifelt gesucht – Vom Kinderheim in die Pflegefamilie                   | 4. Sep. 2018       | Phillis Fermer                             |
| 947        | 23        | Arm trotz Arbeit – Wenn ein Job nicht reicht                                       | 11. Sep. 2018      | Nathalie Suthor                            |
| 948        | 24        | Lehrer am Limit – Dauerstress im Schulalltag                                       | 18. Sep. 2018      | Daniela Agostini                           |
| 949        | 25        | Schmerz, lass nach! – Wenn das Leben zur Qual wird                                 | 2. Okt. 2018       | Katja Aischmann, Volker Schmidt-Sondermann |
| 950        | 26        | Nicht ohne meine Kinder – Wenn Eltern zu Entführern werden                         | 9. Okt. 2018       | Jennifer Gunia                             |
| 951        | 27        | Zwischen Heimweh und Harry Potter – Deutsche Schüler auf einem britischen Internat | 30. Okt. 2018      | Nadja Kölling                              |
| 952        | 28        | Die Kriminalisten – Dem Verbrechen auf der Spur                                    | 6. Nov. 2018       | Jennifer Gunia                             |
| 953        | 29        | Mutig, cool und unverschleiert – Frauen gründen eine liberale Moschee              | 13. Nov. 2018      | Güner Yasemin Balcı                        |
| 954        | 30        | Der Rest ist Glückssache – Über Zufriedenheit im Alter                             | 27. Nov. 2018      | Julia Knopp, Hanna Fischer                 |
| 955        | 31        | Ich muss ihm in die Augen sehen – Kann man einen Mord verzeihen?                   | 4. Dez. 2018       | Tina Soliman, Thorsten Lapp                |
| 956        | 32        | Die Pfandjäger – Warum Menschen Flaschen sammeln                                   | 11. Dez. 2018      | Nadja Kölling                              |

### 2019
| Nr. (ges.) | Nr. (St.) | Originaltitel                                                          | Erstausstrahlung D | Drehbuch                              |
| ---------- | --------- | ---------------------------------------------------------------------- | ------------------ | ------------------------------------- |
| 957        | 1         | Wenn der Zufall Schicksal spielt – Momente, die das Leben entscheiden  | 8. Jan. 2019       | Anabel Münstermann                    |
| 958        | 2         | Meine Mutter, mein Sorgenkind – Wenn die Rente nicht reicht            | 15. Jan. 2019      | Birthe Jessen                         |
| 959        | 3         | Mit 100 ist noch nicht Schluss – Alt aber nicht von gestern            | 22. Jan. 2019      | Yves Schurzmann, Ravi Karmalker       |
| 960        | 4         | Mein letzter Tag im Betrieb – Abschied vom Arbeitsleben                | 5. Feb. 2019       | Frank Eggers                          |
| 961        | 5         | Der Geschmack von Leben – Die Köchin, das Hospiz und ein gutes Ende    | 12. Feb. 2019      | Andrea Schramm, Jana Matthes          |
| 962        | 6         | Wo andere wegsehen – Ärzte im Einsatz für Obdachlose                   | 19. Feb. 2019      | Anne Kauth                            |
| 963        | 7         | Mutter, Du wohnst zu weit weg! – Zwischen Liebe und Überforderung      | 26. Feb. 2019      | Ilona Kalmbach, Sabine Jainski        |
| 964        | 8         | Ich pack’ das – Knochenjob Paketzusteller                              | 5. März 2019       | Tina Radke-Gerlach                    |
| 965        | 9         | Plattgemacht – Wenn ein Stadtteil verschwindet                         | 19. März 2019      | Gregor Eppinger, Anna Grün            |
| 966        | 10        | Guter Hoffnung – Eltern werden in drei Religionen                      | 26. März 2019      | Aljoscha Gabriel Hofmann              |
| 967        | 11        | Rente unter Palmen – Thailand und die Suche nach dem Glück             | 2. Apr. 2019       | Jule Sommer                           |
| 968        | 12        | Trotzdem bin ich schön – Leben mit Brustkrebs                          | 16. Apr. 2019      | Nathalie Suthor                       |
| 969        | 13        | Trotz Arbeit keine Wohnung – Wenn Mieten unbezahlbar werden            | 30. Apr. 2019      | Angelika Wörthmüller, Enrico Demurray |
| 970        | 14        | Glücklich erst als Junge – Wenn aus der Tochter ein Sohn wird          | 7. Mai 2019        | Julia Zinke                           |
| 971        | 15        | Vickys Traum vom Sehen                                                 | 14. Mai 2019       | Michael Petsch                        |
| 972        | 16        | Im Schatten der Clans – Eine Frage der Ehre                            | 4. Juni 2019       | Güner Yasemin Balcı                   |
| 973        | 17        | Mein stiller Freund – Wenn Frauen trinken                              | 18. Juni 2019      | Walter Krieg                          |
| 974        | 18        | Ich lebe positiv – Corinne und ihr Schicksal HIV                       | 9. Juli 2019       | Maike Conway                          |
| 975        | 19        | Wo ist meine Familie? – Mit dem Suchdienst auf der Spur                | 23. Juli 2019      | Florian Hartung                       |
| 976        | 20        | Keine Zeit für Tränen – Familien mit krebskranken Kindern              | 6. Aug. 2019       | Anabel Münstermann                    |
| 977        | 21        | Notfall Hausarzt – Praxensterben in Deutschland                        | 13. Aug. 2019      | Frauke Siebold                        |
| 978        | 22        | Die Beginner – Vom aufregenden Start ins Leben                         | 20. Aug. 2019      | Ulf Eberle, Katharina Gugel           |
| 979        | 23        | Die Beginner – Die Welt gehört mir                                     | 27. Aug. 2019      | Ulf Eberle, Katharina Gugel           |
| 980        | 24        | Zuhause im Chaos – Messies räumen auf                                  | 3. Sep. 2019       | Daniela Hoyer                         |
| 981        | 25        | Ich gebe dir meine Niere – Rettung durch eine Lebendspende             | 10. Sep. 2019      | Phillis Fermer                        |
| 982        | 26        | Mein dickes Problem – Der harte Kampf gegen die Kilos                  | 24. Sep. 2019      | Petra Cyrus                           |
| 983        | 27        | Bauernhof statt Altersheim – Alt werden zwischen Hahn und Esel         | 8. Okt. 2019       | Sibylle Smolka                        |
| 984        | 28        | Nur die eine Welt! Jugendliche protestieren                            | 15. Okt. 2019      | Tine Kugler, Günther Kurth            |
| 985        | 29        | Schluss mit Überfluss – Von Minimalisten und Konsumverweigerern        | 22. Okt. 2019      | Florian Frei                          |
| 986        | 30        | Die Staatsanwältin: Der Wahrheit auf der Spur                          | 29. Okt. 2019      | Manfred Karremann                     |
| 987        | 31        | Dann wäre ich ein gemachter Mann – Samirs Lehrjahre in Deutschland     | 12. Nov. 2019      | Ulrike Schenk                         |
| 988        | 32        | In den Fängen von Scharlatanen – Wenn aus Heilsversprechen Unheil wird | 19. Nov. 2019      | Harriet Kloss, Markus Thöß            |
| 989        | 33        | Der unsichtbare Feind – Ein Leben mit dem Keim                         | 26. Nov. 2019      | Mechthild Gaßner                      |
| 990        | 34        | Nur das Heute zählt: Familienleben mit Demenz                          | 3. Dez. 2019       | Jens Niehuss, Marcel Martschoke       |
| 991        | 35        | Liebe macht mutig – Zu zweit mit Down-Syndrom                          | 17. Dez. 2019      | Detlev Scholz                         |

### 2020
| Nr. (ges.) | Nr. (St.) | Originaltitel                                                                  | Erstausstrahlung D | Drehbuch                                              |
| ---------- | --------- | ------------------------------------------------------------------------------ | ------------------ | ----------------------------------------------------- |
| 992        | 1         | Allein nach oben – Aufsteiger mit schwerem Start                               | 7. Jan. 2020       | Jörg Stolpe                                           |
| 993        | 2         | Wenn der Osten ruft – Von der Rückkehr in die Heimat                           | 14. Jan. 2020      | Karl-Ernst Hermann                                    |
| 994        | 3         | Nur Haut und Knochen: Wenn Männer magersüchtig sind                            | 21. Jan. 2020      | Caroline Haertel, Mirjana Momirovic                   |
| 995        | 4         | Wir ticken anders – Leben mit Tourette                                         | 28. Jan. 2020      | Iris Bettray, Julia Weber                             |
| 996        | 5         | Nie auf Augenhöhe – Von kleinen und großen Menschen                            | 4. Feb. 2020       | Liz Wieskerstrauch                                    |
| 997        | 6         | Tiertransport grenzenlos – Leder für Deutschland                               | 18. Feb. 2020      | Manfred Karremann                                     |
| 998        | 7         | Zwischen Frust und Hoffnung – Die Helfer vom Amt und ihre Kunden               | 25. Feb. 2020      | Jana Lindner                                          |
| 999        | 8         | Eine Handvoll Hoffnung – Frühchen kämpfen sich ins Leben                       | 10. März 2020      | Antje Diller-Wolff                                    |
| 1000       | 9         | Von Hundert auf Null – Menschen in Quarantäne                                  | 31. März 2020      | Reinhard Schädler, Volker Zeimantz                    |
| 1001       | 10        | Den Laden am Laufen halten – Helfen in der Corona-Krise                        | 7. Apr. 2020       | Sonja von Behrens, Torge Wittern-Kochs, Ina Kessebohm |
| 1002       | 11        | Unser Baby soll leben – Wenn der Ultraschall auffällig ist                     | 14. Apr. 2020      | Nadja Kölling                                         |
| 1003       | 12        | Kleine Herzen – Warten auf ein zweites Leben                                   | 21. Apr. 2020      | Berndt Welz                                           |
| 1004       | 13        | Zum Glück gab’s diese Kuh – Wie Eva Erben den Holocaust überlebte              | 28. Apr. 2020      | Anabel Münstermann                                    |
| 1005       | 14        | Vermisst – Wenn Menschen spurlos verschwinden                                  | 12. Mai 2020       | Iris Bettray                                          |
| 1006       | 15        | Keine leichte Geburt – Hebammen am Limit                                       | 19. Mai 2020       | Annette Heinrich                                      |
| 1007       | 16        | Im Traum kann ich wieder laufen – Nikolas will raus aus dem Rollstuhl          | 26. Mai 2020       | Carina Schulz                                         |
| 1008       | 17        | Jetzt bestimme ich! – Generationswechsel im Familienbetrieb                    | 23. Juni 2020      | Nick Golüke                                           |
| 1009       | 18        | Die Sauberfrauen – Putzen ist ihr Leben                                        | 30. Juni 2020      | Tina Radke-Gerlach                                    |
| 1010       | 19        | Letzte Hilfe – Chance für einen Stadtteil                                      | 7. Juli 2020       | Güner Yasemin Balcı                                   |
| 1011       | 20        | Jagdfieber – Die neue Lust an der Pirsch                                       | 21. Juli 2020      | Jens Niehuss, Marcel Martschoke                       |
| 1012       | 21        | Altes Handwerk, junge Meister – Über die Leidenschaft für traditionelle Berufe | 28. Juli 2020      | Enrico Demurray, Angelika Wörthmüller                 |
| 1013       | 22        | Verliebt, verlobt, verrechnet – Frauen in der Geldfalle                        | 4. Aug. 2020       | Catherine von Westernhagen                            |
| 1014       | 23        | Mein Wille geschehe – Wie weit geht die moderne Medizin?                       | 11. Aug. 2020      | Maximilian Damm                                       |
| 1015       | 24        | Verratene Liebe – Die Masche der Loverboys                                     | 18. Aug. 2020      | Nathalie Suthor                                       |
| 1016       | 25        | Die Reifeprüfung – Erwachsen werden in schwierigen Zeiten                      | 25. Aug. 2020      | Nadja Kölling                                         |
| 1017       | 26        | Mein Traum vom Kind – Was moderne Medizin möglich macht                        | 1. Sep. 2020       | Jutta Schön                                           |
| 1018       | 27        | Ich bin noch da – Suizidgedanken junger Menschen                               | 8. Sep. 2020       | Annette Schreier                                      |
| 1019       | 28        | Die Senior-Azubis – Abenteuer mit 50+                                          | 15. Sep. 2020      | Nadja Kölling                                         |
| 1020       | 29        | Homeoffice am Strand – Mit dem Notebook auf Weltreise                          | 22. Sep. 2020      | Sibylle Smolka                                        |
| 1021       | 30        | Zuhause gesucht – Wohnungslose Familien in Deutschland                         | 6. Okt. 2020       | Katrin Wegner                                         |
| 1022       | 31        | Erste Liebe, zweite Chance – Zurück zur Jugendliebe                            | 13. Okt. 2020      | Dominique Klughammer                                  |
| 1023       | 32        | Zwischen Job und Heimweh – Pflegekräfte aus Osteuropa                          | 20. Okt. 2020      | Meike Materne                                         |
| 1024       | 33        | Schatten im Gleis – Wenn Lokführer sich schuldig fühlen                        | 27. Okt. 2020      | Katja Aischmann, Volker Schmidt-Sondermann            |
| 1025       | 34        | Grün bleibt unsere Hoffnung – Zwei Familien kämpfen um ihren Wald              | 24. Nov. 2020      | Katharina Gugel, Ulf Eberle                           |
| 1026       | 35        | Mehr als Sarg und Service – Die neuen Bestatter*innen                          | 1. Dez. 2020       | Daniel Hartung                                        |
| 1027       | 36        | Der mit dem Wolf lebt – Die Wildnis im Wohnzimmer                              | 15. Dez. 2020      | Lena Lobers, Carina Nickel                            |
| 1028       | 37        | Noch einmal das große Glück – Frisch verliebt im Alter                         | 22. Dez. 2020      | Jennifer Gunia, Simone Grabs                          |

### 2021
| Nr. (ges.) | Nr. (St.) | Originaltitel                                                           | Erstausstrahlung D | Drehbuch                                   |
| ---------- | --------- | ----------------------------------------------------------------------- | ------------------ | ------------------------------------------ |
| 1029       | 1         | Aus und ahoi – Eine Großfamilie streicht die Segel                      | 5. Jan. 2021       | Anabel Münstermann                         |
| 1030       | 2         | Auf der Spur der Täter – Delikt Kinderpornografie                       | 12. Jan. 2021      | Manfred Karremann                          |
| 1031       | 3         | Abenteuer Affäre – Leben mit dem Seitensprung                           | 19. Jan. 2021      | Petra Cyrus                                |
| 1032       | 4         | Gastarbeiter Gottes – Für ein Halleluja um die halbe Welt               | 9. Feb. 2021       | Katharina Gugel, Ulf Eberle                |
| 1033       | 5         | Plötzlich reich – Leben mit Gewinn                                      | 16. Feb. 2021      | Broka Herrmann                             |
| 1034       | 6         | Waldgold – Europas Urwald in Gefahr                                     | 23. Feb. 2021      | Manfred Karremann                          |
| 1035       | 7         | Mama Held – Eine Pflegemutter kämpft für ihre Kinder                    | 2. März 2021       | Corinna Wirth                              |
| 1036       | 8         | Unser verrücktes Jahr – Kleine Unternehmen in der Pandemie              | 9. März 2021       | Charlotte Gerling, Enrico Demurray         |
| 1037       | 9         | Wagnis Hausbau – Der steinige Weg zum Eigenheim                         | 23. März 2021      | Ann Heigl                                  |
| 1038       | 10        | Wenn die Liebe verloren geht – Trennung nach Jahrzehnten                | 30. März 2021      | Nathalie Suthor                            |
| 1039       | 11        | Wisch und weg – Wie man sich heute findet und verpasst                  | 6. Apr. 2021       | Tina Soliman, Torsten Lapp                 |
| 1040       | 12        | Weil sie’s kann – Frauen erobern Männerdomänen                          | 13. Apr. 2021      | Antje Diller-Wolff                         |
| 1041       | 13        | Bei aller Liebe – Paare mit großem Unterschied                          | 20. Apr. 2021      | Angela Giese, Roland May                   |
| 1042       | 14        | Im Schuldenstrudel – Der schwere Weg aus der Krise                      | 27. Apr. 2021      | Marcel Martschoke, Jens Niehuss            |
| 1043       | 15        | Ungleiche Zwillinge – Wenn einer das Downsyndrom hat                    | 11. Mai 2021       | Andrea Schuler, Heike Dickebohm            |
| 1044       | 16        | Die Wütenden – Wenn Kinder das System sprengen                          | 18. Mai 2021       | Anabel Münstermann, Valerie Henschel       |
| 1045       | 17        | Spieglein, Spieglein an der Wand – Von Botox und anderen Versprechungen | 1. Juni 2021       | Daniel Harrich                             |
| 1046       | 18        | In der Abseitsfalle – Kein Coming-out im Fußball?                       | 8. Juni 2021       | Annette Heinrich                           |
| 1047       | 19        | Der blinde Fleck in meinem Leben – Die Ungewissheit einer Samenspende   | 13. Juli 2021      | Julia Kaulbars                             |
| 1048       | 20        | Verzockt – Wenn Glücksspiel zur Sucht wird                              | 27. Juli 2021      | Katja Aischmann, Volker Schmidt-Sondermann |
| 1049       | 21        | Unsere eigene Farm – Selbstversorgen lernen                             | 3. Aug. 2021       | Iris Bettray, Ina Gempf                    |
| 1050       | 22        | Abgebaggert – Leben ohne Kohle                                          | 10. Aug. 2021      | Gregor Eppinger                            |
| 1051       | 23        | Countdown zum Hochzeitstraum – Wie Paare heute heiraten                 | 17. Aug. 2021      | Julia Knopp                                |
| 1052       | 24        | Wenn Eltern zu den Kindern ziehen – Aufbruch ins Ungewisse              | 24. Aug. 2021      | Ann-Kristin Danzenbächer, Florian Hellwig  |
| 1053       | 25        | Ungeküsst – Wenn die Liebe auf sich warten lässt                        | 31. Aug. 2021      | Daniela Hoyer                              |
| 1054       | 26        | Ein Hauch von Leben – Sternenkinder und ihre Eltern                     | 7. Sep. 2021       | Anabel Münstermann                         |
| 1055       | 27        | Zuhause im Wald – Leben abseits der Zivilisation                        | 14. Sep. 2021      | Daniel Hartung, Ulrike Schenk              |
| 1056       | 28        | Jung, verwitwet und allein                                              | 21. Sep. 2021      | Walter Krieg                               |
| 1057       | 29        | Mutig, stark und frei – Frauen kämpfen für ihr Afghanistan              | 28. Sep. 2021      | Ursula Beyer, Heinke Schröder, Inga Thiede |
| 1058       | 30        | Gipfelstürmer – Ganz nach oben ohne Beine und Arme                      | 12. Okt. 2021      | Marie Tiemann, Simone Grabs                |
| 1059       | 31        | Begnadet anders – Mit Handicap erfolgreich im Beruf                     | 19. Okt. 2021      | Sören Senn                                 |
| 1060       | 32        | Die letzten guten Tage – Wie Palliativärzt*innen helfen                 | 26. Okt. 2021      | Caroline Haertel, Mirjana Momirović        |
| 1061       | 33        | Täglich ein Tier – Leben für das Sonderangebot                          | 9. Nov. 2021       | Manfred Karremann                          |
| 1062       | 34        | Cybermobbing – Angriff aus dem Netz                                     | 16. Nov. 2021      | Jens Niehuss, Marcel Martschoke            |
| 1063       | 35        | Vom Anfang und Ende des Lebens – Arbeiten als Hebamme und Bestatterin   | 23. Nov. 2021      | Johann Ahrends                             |
| 1064       | 36        | Schlag ins Herz – Wenn aus Liebe Gewalt wird                            | 30. Nov. 2021      | Nathalie Suthor                            |
| 1065       | 37        | Da kannst du einpacken – Verkäufer*innen im Einsatz                     | 14. Dez. 2021      | Tina Radke-Gerlach                         |

### 2022
| Nr. (ges.) | Nr. (St.) | Originaltitel                                                          | Erstausstrahlung D | Drehbuch                                 |
| ---------- | --------- | ---------------------------------------------------------------------- | ------------------ | ---------------------------------------- |
| 1066       | 1         | Mein Traum von Rente – Nochmal Neues wagen                             | 11. Jan. 2022      | Jule Sommer, Udo Kilimann                |
| 1067       | 2         | Was haben wir nur falsch gemacht? Eltern von Straßenkindern            | 18. Jan. 2022      | Silvia Kaiser                            |
| 1068       | 3         | Späte Diagnose mit Folgen – Nina kämpft sich zurück ins Leben          | 25. Jan. 2022      | Masiar Haschemizadeh, Wiebke Lampe       |
| 1069       | 4         | Nicht vergessen, nie vergeben – Mein Leben nach dem Missbrauch         | 8. Feb. 2022       | Yves Schurzmann                          |
| 1070       | 5         | Job mit Ausblick – Arbeiten in luftigen Höhen                          | 15. Feb. 2022      | Angelika Wörthmüller, Enrico Demurray    |
| 1071       | 6         | Bloß nicht krank werden – Menschen ohne Krankenversicherung            | 22. Feb. 2022      | Katrin Wegner                            |
| 1072       | 7         | Der Traum vom kleiner Wohnen – Abenteuer Tiny House                    | 1. März 2022       | Broka Herrmann                           |
| 1073       | 8         | Alkohol im Mutterleib – Folgen für ein ganzes Leben                    | 15. März 2022      | Corinna Wirth                            |
| 1074       | 9         | Wir wollten nur raus – DDR-Häftlinge kämpfen gegen das Vergessen       | 22. März 2022      | Katrin Lindner                           |
| 1075       | 10        | Seniorenheim oder Wohnprojekt? – Neustart mit 60+                      | 29. März 2022      | Meike Materne                            |
| 1076       | 11        | Die Ich-Vermesser – Selbstoptimierung um jeden Preis?                  | 19. Apr. 2022      | Uta Meyer-Boblan, Heike Dickebohm        |
| 1077       | 12        | Wir retten unsere Ehe                                                  | 26. Apr. 2022      | Doro Plutte                              |
| 1078       | 13        | Hass, Hetze, Gewalt – Politiker*innen im Visier                        | 3. Mai 2022        | Anja Michaeli                            |
| 1079       | 14        | Sein Leben mit dem Vergessen – 55, Diagnose Demenz und noch mittendrin | 10. Mai 2022       | Sibylle Smolka                           |
| 1080       | 15        | Bunte Polizei – Einsatz mit Migrationsgeschichte                       | 17. Mai 2022       | Güner Yasemin Balcı                      |
| 1081       | 16        | Abgestempelt – Hauptschüler*innen kämpfen um ihre Zukunft              | 21. Juni 2022      | Philipp Lutz                             |
| 1082       | 17        | Dein Ziel ist mein Weg – Menschen, die uns bewegen                     | 28. Juni 2022      | Aljoscha Hofmann                         |
| 1083       | 18        | Schlauer als der Rest der Welt – Hochbegabte im Alltag                 | 5. Juli 2022       | Antje Diller-Wolff                       |
| 1084       | 19        | Nesthocker – Wenn Kinder nicht ausziehen                               | 12. Juli 2022      | Anne Kauth                               |
| 1085       | 20        | Was wird aus unseren Träumen? – Leben nach der Flucht                  | 26. Juli 2022      | Walter Krieg                             |
| 1086       | 21        | Ich bin Viele – Leben als multiple Persönlichkeit                      | 2. Aug. 2022       | Julia Luhnau                             |
| 1087       | 22        | Biete Burg – suche Mitbewohner                                         | 9. Aug. 2022       | Susanne Bohlmann, Christopher Hawkins    |
| 1088       | 23        | Große Last auf schmalen Schultern – Wenn Kinder ihre Eltern pflegen    | 16. Aug. 2022      | Wibke Kämpfer, Mechthild Gaßner          |
| 1089       | 24        | Tanz auf dem Seil – Zirkuskinder zwischen Tradition und Moderne        | 23. Aug. 2022      | Thomas Müller, Daniela Fonrobert         |
| 1090       | 25        | Unser Wunschkind und der Krieg – Leihmutterschaft in der Ukraine       | 6. Sep. 2022       | Bettina Wobst                            |
| 1091       | 26        | Extremsparer – Jeder Cent zählt                                        | 13. Sep. 2022      | Daniel Hartung                           |
| 1092       | 27        | Du sollst hören! – Taub zwischen zwei Welten                           | 20. Sep. 2022      | Nanina Bauer                             |
| 1093       | 28        | Guten Morgen Feierabend! – Leben mit der Nachtschicht                  | 27. Sep. 2022      | Volker Schmidt-Sondermann                |
| 1094       | 29        | Mein Tanz, mein Battle – Mit Breakdance Geschichte schreiben           | 11. Okt. 2022      | Maike Conway                             |
| 1095       | 30        | Jedes Wort ein Sieg – Mein Stottern hält mich nicht auf                | 18. Okt. 2022      | Anna-Lisa Gasteier, Christian Hestermann |
| 1096       | 31        | Kaltstart im Klassenzimmer – Quereinsteiger als Lehrer                 | 25. Okt. 2022      | Frauke Siebold                           |
| 1097       | 32        | 333 Meter Hausflur – Leben in der "Langen Lene"                        | 1. Nov. 2022       | Carolin Hillner, Steffi Springer         |
| 1098       | 33        | Helfen im Krisengebiet – Zwischen Grenzerfahrung und Nächstenliebe     | 8. Nov. 2022       | Daniel Andreas Sager                     |
| 1099       | 34        | Singen fürs Leben – Im Chor gegen den Krebs                            | 29. Nov. 2022      | Christiane Schwarz, Birthe Jessen        |

### 2023
| Nr. (ges.) | Nr. (St.) | Originaltitel                                                           | Erstausstrahlung D   | Drehbuch                                       |
| ---------- | --------- | ----------------------------------------------------------------------- | -------------------- | ---------------------------------------------- |
| 1100       | 1         | Adoptiert – Ruby und ihre zwei Mütter                                   | 3. Jan. 2023         | Tina Radke-Gerlach                             |
| 1101       | 2         | Zerrissen bleibst du immer – Gastarbeiter zwischen Heimat und Zuhause   | 10. Jan. 2023        | Anabel Münstermann                             |
| 1102       | 5         | Der Tod – Die beste Entscheidung meines Lebens                          | 17. Jan. 2023        | Tina Soliman, Torsten Lapp                     |
| 1103       | 6         | Atemlos durch jede Schicht – Alltag bei Pflegekräften                   | 24. Jan. 2023        | Caroline Haertel, Mirjana Momirovic            |
| 1104       | 7         | Mir platzt der Kopf – Leben mit Migräne                                 | 31. Jan. 2023        | Julia Kaulbars                                 |
| 1105       | 7         | Zock oder Flop – Der kurze Ruhm der Profi-Gamer                         | 7. Feb. 2023         | Ulf Eberle, Katharina Gugel                    |
| 1106       | 8         | Vor uns die Sintflut – Eine Insel kämpft gegen den Klimawandel          | 14. Feb. 2023        | Anja Michaeli                                  |
| 1107       | 9         | Dein Herz in mir – Organspende als zweite Chance                        | 21. Feb. 2023        | Nathalie Suthor                                |
| 1108       | 10        | Wie vom Blitz getroffen – Wenn das Schicksal alles ändert               | 28. Feb. 2023        | Lotta Pommerien                                |
| 1109       | 11        | Immer auf der Hut – Wanderschäfer*innen in Deutschland                  | 7. März 2023         | Timo Gramer, Daniel Hartung                    |
| 1110       | 12        | Notfall Kinderklinik                                                    | 21. März 2023        | Jennifer Gunia                                 |
| 1111       | 13        | Lebenslügen und Familiengeheimnisse – Auf der Suche nach der Wahrheit   | 28. März 2023        | Katrin Wegner                                  |
| 1112       | 14        | Jede Anstrengung ist zu viel – Diagnose: Chronisches Fatigue-Syndrom    | 4. Apr. 2023         | Max Rachels, Andrea Wörle                      |
| 1113       | 15        | Kirche mal anders – Junge Pastor*innen im Aufbruch                      | 11. Apr. 2023        | Florian Beck, Christian Schnelting             |
| 1114       | 16        | Zu jung fürs Pflegeheim                                                 | 18. Apr. 2023        | Angelika Wörthmüller, Enrico Demurray          |
| 1115       | 17        | Die Burgis – Wir gründen eine Gemeinschaft                              | 21. Apr. 2023        | Susanne Bohlmann, Christopher Hawkins          |
| 1116       | 18        | Die Burgis – Große Entscheidungen                                       | 21. Apr. 2023        | Susanne Bohlmann, Christopher Hawkins          |
| 1117       | 19        | Die Burgis – Eine Gemeinschaft wächst                                   | 21. Apr. 2023        | Susanne Bohlmann, Christopher Hawkins          |
| 1118       | 20        | Ein Gen verändert unser Leben – Diagnose: Angelman-Syndrom              | 16. Mai 2023         | Andreas Klinner, Peter Ruppert                 |
| 1119       | 21        | Totgerast – Wie Angehörige weiterleben                                  | 30. Mai 2023         | Thomas Riedel                                  |
| 1120       | 22        | Nicht ohne meinen Hund – Wie Tiere das Leben verändern                  | 6. Juni 2023         | Michael Petsch                                 |
| 1121       | 23        | Jung, begabt und seelisch krank – Wenn Jugendliche Hilfe brauchen       | 13. Juni 2023        | Anabel Münstermann                             |
| 1122       | 24        | Radikal, gehasst, verzweifelt – Die letzte Generation                   | 20. Juni 2023        | Broka Herrmann                                 |
| 1123       | 25        | Fast Fashion – Nähen zum Überleben                                      | 27. Juni 2023        | Manfred Karremann                              |
| 1124       | 26        | Was wir retten konnten – Zwei Jahre nach der Flutkatastrophe            | 4. Juli 2023         | Iris Bettray                                   |
| 1125       | 27        | Happy End auf Zeit – Sarah und ihr Spenderherz                          | 18. Juli 2023        | Heike Kruse                                    |
| 1126       | 28        | Glück kennt kein Gewicht – Mehrgewichtige und ihr neues Selbstvertrauen | 1. Aug. 2023         | Jana Matthes, Andrea Schramm                   |
| 1127       | 29        | Wie wir lieben wollen                                                   | 8. Aug. 2023         | Max Damm                                       |
| 1128       | 30        | Geschöpfe wie wir – Von Menschen, die Tiere retten                      | 15. Aug. 2023        | Volker Schmidt-Sondermann, Katja Aischmann     |
| 1129       | 31        | Wir retten unser Dorf – Zusammenleben auf dem Land                      | 22. Aug. 2023        | Nadja Kölling                                  |
| 1130       | 32        | Ich entscheide für Dich – Wenn Angehörige zu Betreuern werden           | 29. Aug. 2023        | Ann-Kristin Danzenbächer, Florian Hellwig      |
| 1131       | 33        | Immer Ärger mit den Buchstaben – Wenn das Alphabet zur Qual wird        | 5. Sep. 2023         | Jessica Szczakiel                              |
| 1132       | 34        | André im Goldfieber – Ein Familienvater zwischen Abenteuer und Alltag   | 19. Sep. 2023        | Katharina Gugel, Ulf Eberle                    |
| 1133       | 35        | Späte Träume, neue Welten – Auswandern im Ruhestand                     | 3. Okt. 2023         | Angela Giese                                   |
| 1134       | 36        | Die Talent-Jäger – Kreativ gegen den Fachkräftemangel                   | 17. Okt. 2023        | Tine Kugler, Günther Kurth                     |
| 1135       | 37        | Mein Nachbar, der Neonazi – Bleiben oder wegziehen?                     | 24. Okt. 2023        | Güner Yasemin Balcı                            |
| 1136       | 38        | Nebenwirkung: Sucht – Wenn Schmerzmittel krank machen                   | 7. Nov. 2023         | Simone Jung, Yasmin C. Rams                    |
| 1137       | 39        | Aufbruch hinter Gittern – Theater im Knast                              | 5. Dez. 2023         | Eike Weinreich, Christian Hestermann           |
| 1138       | 39        | Surfen als Therapie – Nach dem Krebs zurück ins Leben                   | 19. Dez. 2023 (3sat) | Sophia Christiani, Johannes Hensel, Finn Sasse |

### 2024
| Nr. (ges.) | Nr. (St.) | Originaltitel                                                       | Erstausstrahlung D | Drehbuch                                                         |
| ---------- | --------- | ------------------------------------------------------------------- | ------------------ | ---------------------------------------------------------------- |
| 1139       | 1         | Grenzenlose Liebe – Zwei Kulturen - eine Familie                    | 9. Jan. 2024       | Jule Sommer, Udo Kilimann                                        |
| 1140       | 2         | Dienste, Druck und Dauerstress – Junge Docs in der Klinik           | 16. Jan. 2024      | Nadja Kölling                                                    |
| 1141       | 3         | Elisas neues Leben – Eine Leistungssportlerin gibt nicht auf        | 23. Jan. 2024      | Frank Eggers                                                     |
| 1142       | 4         | Bock auf Ausbildung – Ohne Studium geht’s auch                      | 6. Feb. 2024       | Philipp Lutz                                                     |
| 1143       | 5         | Die Farbe meiner Haut – Alltagsrassismus in Deutschland             | 20. Feb. 2024      | Silvia Kaiser, Yatri Niehaus                                     |
| 1144       | 6         | Vererbte Armut – Kindheit mit wenig Geld                            | 27. Feb. 2024      | Heike Dickebohm                                                  |
| 1145       | 7         | Burnout auf dem Bauernhof – Landwirte kämpfen gegen ihre Depression | 5. März 2024       | Nora Stoewer, Johanna Langer                                     |
| 1146       | 8         | Trans – Drei Generationen, eine Reise                               | 19. März 2024      | Daniel Hartung, Ulrike Schenk                                    |
| 1147       | 9         | Verbündete im Leben – Großeltern und Enkel                          | 26. März 2024      | Andrea Wörle, Max Rachals                                        |
| 1148       | 10        | Eingebürgert – Auf dem Weg zum deutschen Pass                       | 2. Apr. 2024       | Sören Senn                                                       |
| 1149       | 11        | Die Entdeckung der Hoffnung – An Lebenskrisen wachsen               | 9. Apr. 2024       | Tina Soliman, Torsten Lapp                                       |
| 1150       | 12        | Step by Step – Magie einer Tanzschule                               | 23. Apr. 2024      | Nathalie Suthor                                                  |
| 1151       | 13        | Vertrauen missbraucht – Wenn Therapie zum Tatort wird               | 30. Apr. 2024      | Stephanie Schmidt                                                |
| 1152       | 14        | Schock Schalom – jung, jüdisch, jetzt                               | 14. Mai 2024       | Jan Tenhaven                                                     |
| 1153       | 15        | Ich hab noch so viel vor! – Jung, schwer krank, lebensmutig         | 21. Mai 2024       | Annette Kanis, Anna-Lisa Gasteier                                |
| 1154       | 16        | Gefährlicher Einsatz – Journalist*innen berichten aus der Ukraine   | 28. Mai 2024       | Daniel Sager                                                     |
| 1155       | 17        | Die Nummer auf meinem Arm – Albrecht Weinberg und seine Geschichte  | 4. Juni 2024       | Güner Yasemin Balcı, Jesco Denzel                                |
| 1156       | 18        | Arbeitskräfte weltweit gesucht!                                     | 23. Juli 2024      | Enrico Demurray, Nikolaus Tarouquella-Levitan, Charlotte Gerling |
| 1157       | 19        | Ein Zuhause für Vergessende – Neue Wege in der Demenzbetreuung      | 6. Aug. 2024       | Nathalie Suthor                                                  |
| 1158       | 20        | Nie wieder kriminell? – Das erste Jahr in Freiheit                  | 13. Aug. 2024      | Ana-Marija Bilandzija                                            |
| 1159       | 21        | Eine für alles – Armutsrisiko alleinerziehender Mütter              | 20. Aug. 2024      | Antje Diller-Wolff                                               |
| 1160       | 22        | Wenn Helfen gefährlich wird – Einsatzkräfte in Not                  | 27. Aug. 2024      | Anja Michaeli                                                    |
| 1161       | 23        | Spätes Babyglück – Trend oder Tabu?                                 | 3. Sep. 2024       | Daniela Hoyer, Franca Leyendecker                                |
| 1162       | 24        | Bei Anruf Baby – Elternglück durch Adoption                         | 10. Sep. 2024      | Anabel Münstermann                                               |
| 1163       | 25        | Plötzlich gesund? – Katharina und der Krebs                         | 17. Sep. 2024      | Lena Scheidgen                                                   |
| 1164       | 26        | Du fehlst mir! – Wenn Kinder trauern                                | 24. Sep. 2024      | Gülseren Sengezer                                                |
| 1165       | 27        | Kein Kinderspiel! – System Kita am Anschlag                         | 15. Okt. 2024      | Julia Knopp, Hanna Fischer                                       |
| 1166       | 28        | Wir hör'n uns, wenn ich tot bin! – Trauer und KI                    | 22. Okt. 2024      | Julia Winschewski, Bettina Wobst                                 |
| 1167       | 29        | Drei Frauen gegen Rechtsextremismus                                 | 29. Okt. 2024      | Nancy Brandt                                                     |
| 1168       | 30        | Die großen Fragen des Lebens – Drei Generationen geben Antwort      | 5. Nov. 2024       | Ulf Eberle                                                       |
| 1169       | 31        | Tiertransporte – Gefangen zwischen Grenzen                          | 26. Nov. 2024      | Manfred Karremann, Lara Karremann                                |
| 1170       | 32        | Hochleistung am Herd – Zwischen Sterne- und Suppenküche             | 3. Dez. 2024       | Ann-Kristin Danzenbächer, Florian Hellwig                        |

### 2025
| Nr. (ges.) | Nr. (St.) | Originaltitel                                                           | Erstausstrahlung D | Drehbuch                                  |
| ---------- | --------- | ----------------------------------------------------------------------- | ------------------ | ----------------------------------------- |
| 1171       | 1         | Glücklich auf der Insel? – Freiberufler auf Madeira                     | 7. Jan. 2025       | Jessica Szczakiel                         |
| 1172       | 2         | Schutzlos ausgeliefert – Frauen zwischen Straße und Notunterkunft       | 14. Jan. 2025      | Anne Kauth                                |
| 1173       | 3         | Dickes Konto, noble Ziele – Wenn Reiche ihre Millionen teilen           | 21. Jan. 2025      | Yves Schurzmann                           |
| 1174       | 4         | Leben nach dem Missbrauch                                               | 28. Jan. 2025      | Nathalie Suthor                           |
| 1175       | 5         | Stuntfrauen – Spiel mit dem Risiko                                      | 4. Feb. 2025       | Volker Schmidt-Sondermann                 |
| 1176       | 6         | Ein Hof zum Leben und Sterben – Zuflucht für Schwerkranke und Trauernde | 18. Feb. 2025      | Christina-Maria Pfersdorf                 |
| 1177       | 7         | Türsteher – die Mächtigen der Nacht                                     | 4. März 2025       | Lotta Pommerien                           |
| 1178       | 8         | Wechseljahre – heißkalt erwischt                                        | 18. März 2025      | Caroline Haertel, Mirjana Momirović       |
| 1179       | 9         | Letzte Chance für Schulabbrecher                                        | 25. März 2025      | Nadja Kölling                             |
| 1180       | 10        | Vergiftete Kindheit – Wenn Alkohol Familien belastet                    | 1. Apr. 2025       | Laetitia von Baeyer-Nickol                |
| 1181       | 11        | Kreative Köpfe, große Träume – Nachhaltig wirtschaften                  | 15. Apr. 2025      | Julia Kaulbars                            |
| 1182       | 12        | Im Kopf geht der Krieg weiter – Überleben nach dem Einsatz              | 22. Apr. 2025      | Pia Busch                                 |
| 1183       | 13        | Ererbtes Trauma – Julien und der Schmerz der Anderen                    | 29. Apr. 2025      | Tina Soliman, Torsten Lapp                |
| 1184       | 14        | Stresstest gemeinsame Wohnung                                           | 13. Mai 2025       | Jana Lindner                              |
| 1185       | 15        | Wenn Haustiere alt werden – Moppis letzter Sommer                       | 20. Mai 2025       | Jana Matthes, Andrea Schramm              |
| 1186       | 16        | Rente? Reicht nicht!                                                    | 3. Juni 2025       | Gregor Eppinger                           |
| 1187       | 17        | Weiblich, Ü50, viele Liebhaber                                          | 10. Juni 2025      | Max Damm                                  |
| 1188       | 18        | Adrenalin pur – Wenn Frauen ans Limit gehen                             | 17. Juni 2025      | Bettina Wobst                             |
| 1189       | 19        | Vom Straßenjungen zum Streetworker                                      | 24. Juni 2025      | Tine Kugler, Günther Kurth                |
| 1190       | 20        | Auf der Walz – Drei Jahre ohne Handy                                    | 1. Juli 2025       | Timo Gramer, Daniel Hartung               |
| 1191       | 21        | Zwischen Not und Neustart                                               | 8. Juli 2025       | Angela Giese                              |
| 1192       | 22        | Weniger Haben, mehr Sein – Menschen zwischen Konsum und Verzicht        | 29. Juli 2025      | Silvia Kaiser                             |
| 1193       | 23        | Euer Schmutz ist unser Job – Reinigungskräfte im Einsatz                | 5. Aug. 2025       | Ann-Kristin Danzenbächer, Florian Hellwig |
| 1194       | 24        | Alles Lüge, alles Fake – Liebesbetrug im Netz                           | 12. Aug. 2025      | Marion Mück Raab, Kim Esther Uhlich       |
| 1195       | 25        | Mein widerspenstiges Herz                                               | –                  | Rahel Rätze, Robin Fischer                |
| 1197       | 27        | Digital abgehängt                                                       | –                  | Ilona Kalmbach, Sabine Jainski            |
| 1198       | 28        | Vergewaltigt – Leben mit dem Trauma                                     | –                  | Sanja Hardinghaus                         |
| 1199       | 29        | Staatenlos – Kein Pass, keine Rechte                                    | –                  | Maike Conway                              |